# Вулиця Проскурівська (Хмельницький)
Ву́лиця Проску́рівська — центральна вулиця міста Хмельницького, пролягає від вулиці Соборної до залізничного вокзалу.
Частина вулиці від Володимирської до Соборної є пішохідною.

## Історія
Вона існує фактично з моменту виникнення поселення Плоскирів, як частина дороги на Летичів. До першої половини XIX ст. центральною вулицею міста вважалась Кам'янецька поштова дорога.
Після пожежі 1822 р., коли згоріли майже всі будівлі Проскурова, був складений генеральний план забудови міста, розроблений губернським землеміром В. Рудлицьким та архітектором Геслером. Саме згідно з цим планом були прокладені всі основні вулиці центральної частини міста, які існують й сьогодні. Основними магістралями залишилися ті ж самі поштові шляхи на Кам'янець та Летичів.
Затвердив план російський імператор Олександр І, на честь якого «Поштова дорога на Летичів» отримала назву вулиця Олександрівська.
У другій половині XIX ст. вона інтенсивно забудовується й стає центральною вулицею Проскурова. У 1921 р. Олександрівську перейменували на вулицю 25 Жовтня (на честь Жовтневої революції 1917 р.). В 1985 р. вулиці дали ім'я Леніна, але вже в 1991 р. цю постанову скасували і центральна вулиця отримала назву — Проскурівська.

## Пам'ятки архітектури та старовинні будівлі
Нині на вулиці збереглося чимало старовинних будинків, які є свідками історії міста за останнє століття. Розповімо про деякі з них.
- Проскурівська, 1: Будинок, споруджений наприкінці XIX ст. міщанином Соломоном Бараком, котрий першим організував у місті виробництво штучних газованих вод. У будинку також працювала кондитерська «Франсуа».

- Проскурівська, 2: будинок побудували наприкінці XIX століття. Він зведений у стилі неоренесансу і модерну. До 1970-х років третій поверх мав вигляд мансарди, але потім його перебудували. На другому поверсі та на мансарді був готель «Сильва». На першому була «Булочка», шіточна майстерня, фотографія Герша Голованевського та магазин-салон «Меблі»[3].

- Проскурівська, 5: Колись на цьому місці був побудований одноповерховий будинок. До нашого часу була збережена лише фасадна стіна. Цей будинок колись давно належав Яніні Вільгельминівні Яцемірській. У ньому працював «Магазин канцелярських, паперових і книжкових товарів»[3].

- Проскурівська, 6: Двоповерховий будинок, споруджений 1898 року. Власником був Лев Хаселев, ініціали якого «Л. Х.» збереглися над вікном другого поверху. Також збереглась і добре видна дата: 1898 рік. Лев Соломонович Хаселев був одним з шести вільно практикуючих лікарів міста. На першому поверсі цього будинку розташовувався стоматологічний кабінет, який був дуже гарно обладнаний за мірками того часу. На другому поверсі була його квартира. Також певну частину будинку він здавав в оренду. У XX столітті певна частина фасаду була втрачена. В 2008 році мансардовий поверх відновили[3].

- Проскурівська, 7: Будинок з червоної цегли, побудований у 1903—1905 рр. Його історія пов'язана з розвитком торговельної справи в місті — колись тут знаходився перший та найкращий гастрономічний магазин Проскурова, який належав купецькій родині Журавльових. «Магазин Журавльова» пропонував широкий вибір бакалійних і гастрономічних товарів, можливість брати товар у кредит і робити замовлення, доставку додому і дегустацію — усе це було для провінційного Проскурова дивиною. На початку XX століття магазини були перейменовані у «Магазини Журавльової», тому що власницею фірми стала його донька Віра Василівна[3].

- Проскурівська, 13: Будинок, у якому розташовані відділи «Укртелекому», можна по праву вважати прикрасою центральної вулиці Хмельницького. Побудував його у 1890 р. дворянин Людвіг Дерєвоєд, власник найкращої у місті аптеки. У підвальному приміщенні розташовувався винний «Рейнсковий погреб», перший поверх займала аптека, а другий та третій здавалися квартиронаймачам.

- Проскурівська, 15: В першій половині XX ст. тут працював найпопулярніший ресторан міста — «Слон», який славився своєю оригінальною кухнею. Ще одним «козирем» ресторану був оркестр сліпих музик, які грали щовечора. Над рестораном, на другому поверсі, були обладнані готельні номери. У перші роки радянської влади номери переобладнали під «Готель № 1». Саме в цьому готелі у вересні 1938 р. зупинялася знімальна група відомого кінорежисера Олександра Довженка, що знімала у Проскурові деякі епізоди фільму «Щорс». Готель припинив існування у 1967 р., а от «Слон» свою «спеціалізацію» проніс, як кажуть, через віки, щоправда, при цьому змінюючи назви — тривалий час ресторан називався «Центральний», потім «Дружба». Деякий час була тут звичайна їдальня, згодом кафе «Кристал» та бар «Едем».

- Проскурівська, 18: У 1910 р. на першому поверсі щойно спорудженого будинку був відкритий кінотеатр «Модерн», який до цього вже встиг попрацювати у приміщенні купця Є.Горенштейна. Але, саме коли «Модерн» переїхав на Олександрівську, він став найкращим кінотеатром Проскурова. Нині у будинку розміщена дитяча музична школа.

- Сквер імені Т.Шевченка — один із наймальовничіших куточків міста. У 1824 р. цю місцину, що була околицею міста, відвели під «велику торгову площу». По периметру площі, що отримала назву «Хлібна», побудували торгові крамниці, а в центрі залишили місце для торгівлі з возів. Площа стала основним місцем проведення торгів і ярмарків у Проскурові. Але місто поступово розросталося, і Хлібна площа стала занадто тісною. Отож, у 1888 р. головну торгову площу перенесли на великий пустир поблизу вокзалу, а Хлібну площу віддали для розквартирування 46-го Дніпровського піхотного полку. Торгові крамниці переобладнали під казарми, а ярмарковий майдан пристосували під плац. Саме на цьому плацу довелося марширувати молодому підпоручику, майбутньому видатному письменнику Олександру Купріну, який в 1890-94 рр. служив у Дніпровському полку. У 1893 р. полк переїхав у новопобудовані казарми за залізницею, а на місці колишньої Хлібної площі заклали міський сад. Для цього знесли частину крамниць, спланували алеї, насадили дерева, спорудили огорожу — роботи з упорядкування саду закінчилися в 1902 р. В радянські роки сад перейменували на Парк імені Коцюбинського. У 1970-х рр. проведена докорінна реконструкція: парк звільнили від зайвих застарілих споруд, що надало можливість насадити нові породи дерев і кущів, створити ландшафтні композиції, влаштувати фонтани, дитячі майданчики. У 1992 р. у парку, що віднині став іменуватися сквером, урочисто відкрили пам'ятник Тарасові Шевченку. Одночасно на честь Кобзаря перейменували і сам сквер, і кінотеатр. У квітні 2001 р. скверу ім. Шевченка надано статус парку-пам'ятки садово-паркового мистецтва місцевого значення.

- Проскурівська, 33: Будинок побудови 1897 року, де колись розміщувався найкращий у місті готель «Петербурзький».
- Проскурівська, 35: Будинок, споруджений на початку XX ст., належав торгівцю Ф. Жидовецькому. Нині облвійськкомат.
- Проскурівська, 37: Будівля медичного училища, споруджена на поч. XX ст. і перебудована у 1960-ті роки.
- Проскурівська, 40. Кінотеатр ім. Шевченка Сайт кінотеатру. Найбільший кінотеатр міста й області. Споруджено у 1940 р. та названо на честь легендарного льотчика В.Чкалова. Одразу після відкриття кінотеатр ім. Чкалова став гордістю міста і по праву ввійшов у число найкращих в Україні. І це не дивно — просторий кінозал, фоє, бібліотека, музично-оркестровий зал, буфети, найсучасніша на той час апаратура, — все було до послуг відвідувачів. Додамо до того ж, що в архітектурному плані нова будівля чудово довершила формування тодішньої центральної площі Проскурова: перед кінотеатром височів пам'ятник В.Леніну, навпроти розташовувався будинок міськвиконкому (нині військкомат), поруч, через будинок — театр (нині Будинок культури), а з тильного боку кінотеатру розкинувся центральний парк культури та відпочинку. За останні роки кінотеатр був технічно переобладнаний та від 1992 р. носить ім'я Тараса Шевченка.

- Проскурівська, 43. Будинок культури. У 1892 р. у Проскурові був відкритий приватний театр Шильмана, який розташовувався в дерев'яній будівлі по вул. Кам'янецькій. Театр не мав власної трупи та надавав приміщення заїжджим акторам. Заручившись підтримкою міської влади, у 1907 р. Шильман зводить по вул. Олександрівській нову будівлю театру. Поруч із ним відкривається невеличкий готель для приїжджих акторів та затишний «театральний ресторан». Театральне життя в Проскурові пожвавилося: усе частіше місто стали відвідувати акторські колективи з Києва, Одеси, Петербурга. Під час громадянської війни, коли Проскурів опинився у центрі подій, пов'язаних із становленням Української Народної Республіки (УНР), театр часом використовували для засідань Уряд УНР та Директорія, що у 1919-20 рр. тричі перебували в Проскурові. Театральний зал пам'ятає промови Головного Отамана С.Петлюри, командуючого Січовими стрільцями Є.Коновальця, урядовців С.Остапенка, Б.Мартоса, І.Мазепи та ін. Відбувались під час громадянської війни й вистави. Так, у серпні 1919 р. на підтримку УНР гастролював Новий Львівський театр. Саме на проскурівській сцені судилося останній раз виступити видатній українській оперній артистці Катерині Рубчаковій — незабаром, 22 листопада 1919 р., талановита акторка померла від тифу. У 1920 р. театр був націоналізований, у його приміщенні спочатку діяв пересувний робітничо-селянський театр, а від 1925 р. — Український державний драмтеатр. У березні 1941 р. Проскурів став обласним центром і тому прийняли рішення про переведення сюди Кам'янець-Подільського обласного театру ім. Петровського. Але початок війни, змусив відкласти переїзд на повоєнний час. Лише у листопаді 1944 р. обласний театр прибув до Проскурова. В 1960 р. на розі вул. Кам'янецької (тоді — вул. Фрунзе) і Гагаріна споруджують нову будівлю театру, а у приміщенні на Проскурівській, 43, розмістився міський Будинок культури.

- Проскурівська, 46. Побудований у 1880-х рр. купцем Соломоном Маранцем — одним із найбагатших мешканців Проскурова. Він вів торгівлю цукром і гасом, мав численну нерухомість, володів паровим млином і цукровим заводом. У XX ст. будинок кілька разів перебудовувався, поки не набув свого остаточного вигляду. З перших днів радянської влади тут перебували різні радянські і військові установи. Недобру славу цій будівлі принесли 1930-ті рр., коли тут знаходилося окружне відділення НКВС. В жахливі роки сталінських репресій у прилягаючих до цього будинку підвалах були знищені тисячі безневинних людей. Світле життя для колишнього будинку Маранца розпочалося у повоєнні роки, коли тут розташувався Палац піонерів. У 1989 р. Палац переїхав у нове приміщення, а в будинку № 46 розмістився театр ляльок.

- Проскурівська, 47. Споруджено будинок у 1903 р. купцем Давидом Ніренбергом для відділення Південно-Російського банку — одного із провідних банків Російської імперії. У 1908 р. установа отримала нову назву — Об'єднаний банк. У меншій частині будинку Д. Ніренберг влаштував готель «Венеція». Після встановлення радянської влади будівля банку була передана в користування державним установам. У 1950-х рр. тут знаходився облвиконком, у 1960-х рр. — міськком партії, у 1970-х рр. — редакції обласних газет «Радянське Поділля» і «Корчагінець», з 1986 р. розташувався обласний художній музей.

- Проскурівська, 56. Колишній готель «Континенталь». Цей чотириповерховий будинок є прекрасним зразком пізнього модерну — архітектурного стилю, який домінував на початку XX століття. До наших днів збереглися всі оригінальні пластичні форми фасаду, ажурні балкони, декоративне оздоблення стін кольоровим склом-смальтою. Нині ліве крило будинку займають класи музичного училища, а в центральній частині розмістилися майже десяток установ і організацій. Тут тобі і страхова компанія «Оранта», і міський фінвідділ, і відділення Держказначейства, і спортивні федерації, корпункти газет, офіси партій… А колись весь будинок № 56 займав один із найкращих готелів міста — «Континенталь».

У Проскурові початку XX ст. проблеми знайти готель просто не існувало. Судіть самі — у 1910 р. в місті з населенням всього 36 тисяч нараховувалося 19 готелів! Зрозуміло, що більшість з них були маленькими і мали всього 4-5 номерів, але все-таки факт залишається фактом. Більше того, Проскурів за кількістю готелів займав перше місце в Подільській губернії. Так, у губернському центрі Кам'янці-Подільському було 15 готелів, у Вінниці — 12, у Могилеві-Подільському — 11. Тривалий час найпрестижнішим готелем міста був «Петербурзький» (дивись Проскурівська, 33). Непоганими також вважалися «Англія», «Бель-В'ю», «Берлін», «Імперіал», «Пасаж». Але, крім пишних і претензійних назв, усі вони мало чим відрізнялися один від одного: ті ж мінімальні зручності, той же, досить обмежений спектр пропонованих послуг, л ж люті клопи в номерах. Місту був потрібен першокласний готель.
За його влаштування взявся проскурівський купець Сімха Вассерман, відомий торговець галантерейними товарами і щедрий меценат, член правління благодійної ради місцевого комерційного училища. На власні кошти Вассерман у 1910 −1912 рр. будує чотириповерхову споруду готелю, який назвав — «Континенталь». Готель мав 3 «люксових» апартаменти, 5 номерів «першого класу», електричне освітлення і найголовніше — гаряче водопостачання. У той час у місті взагалі був відсутній водогін. Вассерман зумів домовитися з власником розташованого поблизу чавуноливарного заводу (нині — завод «Пригма-прес») Б. Ашкіназі про організацію постачання по наземному трубопроводу води, яка нагрівалася в ливарному цеху підприємства. В 1916 р. Вассерман почав облаштовувати у дворі будинку зимовий сад. Але цей проект так і залишився нездійсненим. Після революційно-військових потрясінь нова влада будівлю готелю націоналізувала і передала в користування радянським установам. «Континенталь» припинив своє існування.

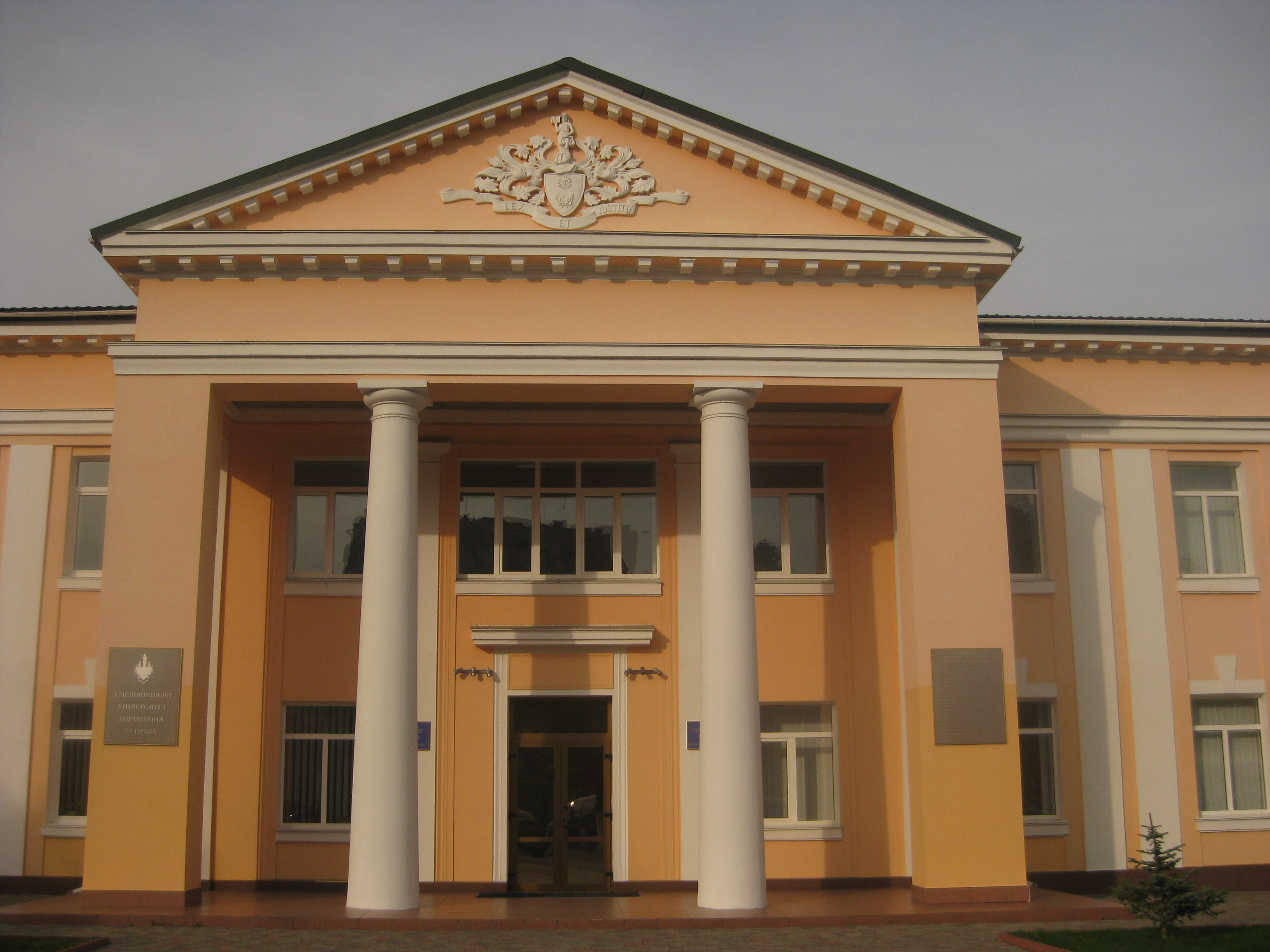
Колишній гарнізонний Будинок офіцерів, зараз один з навчальних корпусів Хмельницького університету управління та права

- Проскурівська, 57. Споруджений у 1939 р. як гарнізонний Будинок Червоної Армії. У травні-червні 1940 р. тут розташувався штаб Польового управління Південного фронту під командуванням Г.Жукова, який мав завдання «звільнення Північної Буковини та Бессарабії з-під окупації Румунії» та приєднання цих територій до СРСР. Після перенесення адміністративного центру Кам'янець-Подільської області до Проскурова, з березня 1941 р. у Будинку Червоної Армії розташувався обком партії та комсомолу. Наприкінці червня — початку липня 1941 р., через декілька днів після початку Німецько-радянської війни, у будинку розташовувався командний пункт Південно-Західного фронту під командуванням М.Кирпоноса. Після визволення міста у березні 1944 р. тут відновив роботу обком партії. На початку 1950-х рр. будинок знову перейшов у розпорядження військових як гарнізонний Будинок офіцерів. З 2005 р. споруду Будинку офіцерів передали під навчальний корпус університету управління та права.

- Проскурівська, 79. Двоповерховий будинок, споруджений наприкінці 1930-х років як готель, з 1960-х років тут розташоване Музичне училище ім. Заремби.

- Проскурівська, 83. Цей двоповерховий будинок із перших днів свого існування і вже протягом століття перебуває винятково в «розпорядженні» дітей. Побудовано його у 1906 р. для потреб міського училища. В перші роки радянської влади на базі училища створюється середня українська школа, яка у 1930-х роках мала № 7, а у повоєнний час — № 3. Зазначимо, що в роки Німецько-радянської війни в приміщенні школи № 7 гітлерівці відкрили вербувальний пункт для організації відправки проскурівчан на роботи до Німеччини. Всього з січня 1942 р. до кінця окупації було вивезено понад 1300 осіб. В 1970 р. середня школа переїхала в інше приміщення, а будинок передали обласній станції юних техніків.

Відзначимо по вул. Проскурівській ще три пам'ятники. Перш за все — Богдану Хмельницькому на Привокзальній площі (відкритий 1955 р.), силует якого став одним із символів обласного центра. По-друге — пам'ятник жертвам репресій «Янгол скорботи», відкритий 1997 р., скульптори — Микола та Богдан Мазури. Й нарешті — Меморіальний комплекс «Вічний вогонь», де поховані 17 воїнів-визволителів міста. Серед них — двоє Героїв Радянського Союзу — Лев Шестаков та Валентин Єлькін.

## Фонтани
На початку вулиці Проскурівської, біля колишнього торгового центру «Дитячий світ», розташований фонтан з жабками та лелеками, який був побудований у 1956 році. На початку XXI століття він не працював, в 2013 році була здійнена його реставрація.

## Універмаги та універсами
Торговий центр, який розташований за адресою Проскурівська 4/3, раніше мав назву «Дитячий світ». Він був центральним до 1970-х років. Тоді побудували ще один універмаг на вулиці Проскурівській, який зараз відомий як ЦУМ. Його адреса — вулиця Проскурівська, 50. Він був зданий в експлуатацію в 1973 році. Пізніше універмаг на Проскурівській 4/3 став називатись «Дитячим світом» через свою спеціалізацію. Він був розроблений за типовим проектом універмагів, що був ухвалений на початку 1950-х років. Подібні універмаги є у Тернополі і Житомирі. По вулиці Проскурівський, 16, раніше розташовувався універсам «Південний Буг». Його побудували на місці двоповерхового будинку.

## Мистецькі акції
За ініціативи співака Віктора Шайди, при участі творчого об'єднання «Мистецька подільська сотня», на вулиці організовано безстрокову благодійну акцію просто неба, під час якої співаки музиканти, поети, художники, танцівники, дизайнери «вимінюють» своє мистецтво на гроші городян. У співпраці з благодійним фондом «Центр Добриня» і волонтерами спільноти Армія SOS Хмельницький зібрані кошти конвертуються в тактичне обладнання, засоби гігієни, одяг, взуття, продути харчування, спальники, питну воду, медикаменти і т. д. Акція триває від вересня 2014 року і задекларована як безстрокова — до закінчення російської збройної агресії проти України.

## Галерея

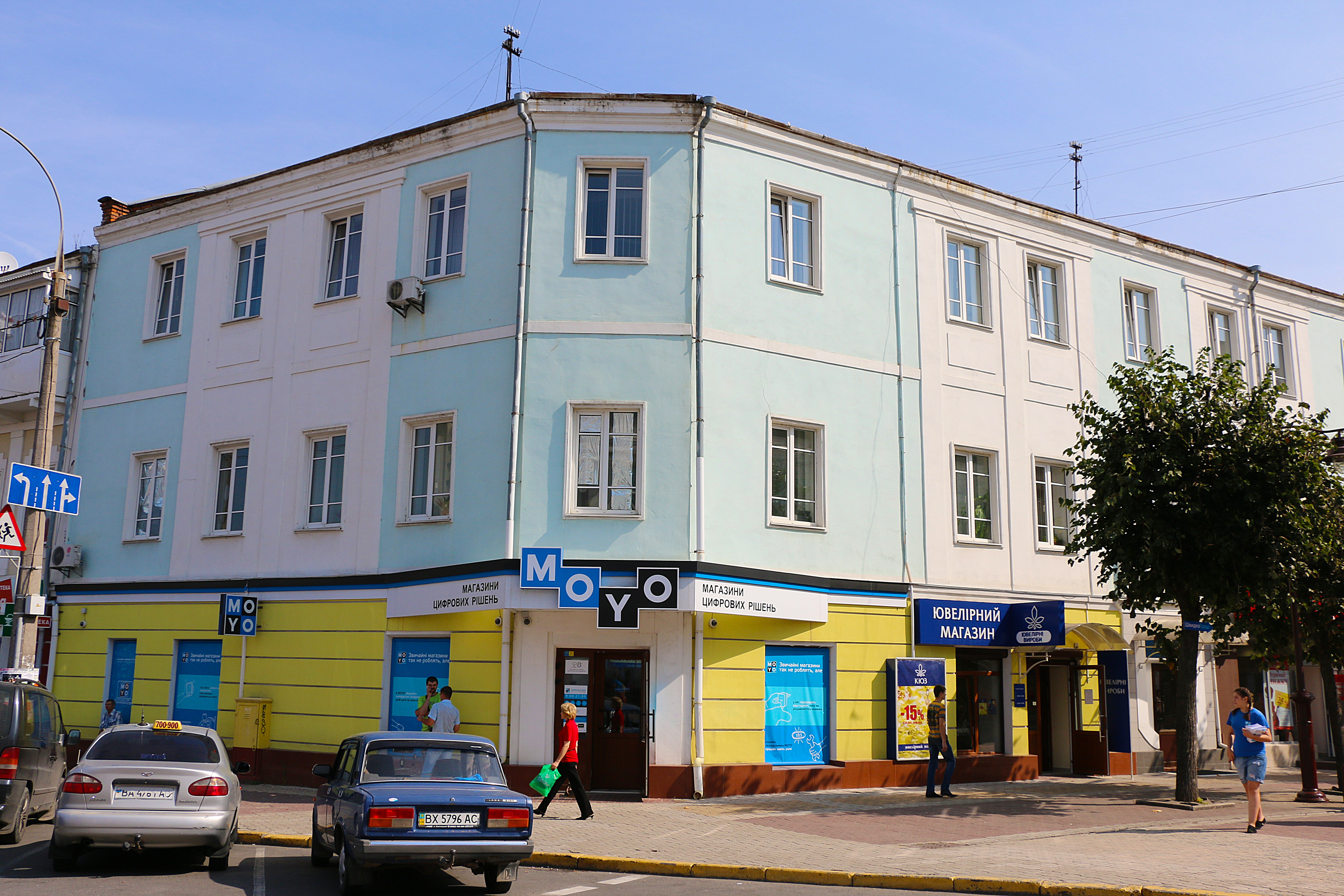
Будинок купця Барака
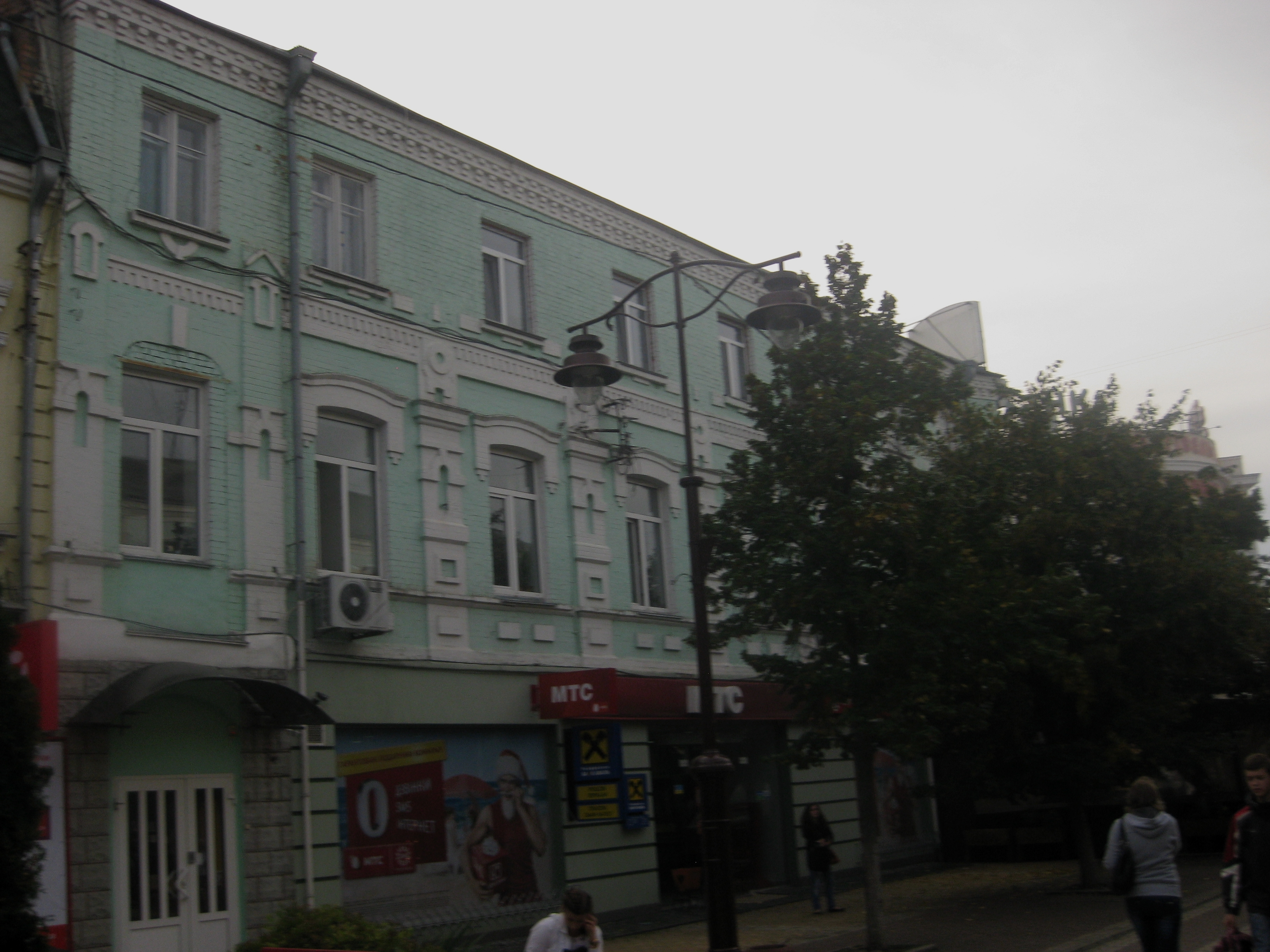
Колишній готель «Сільва»
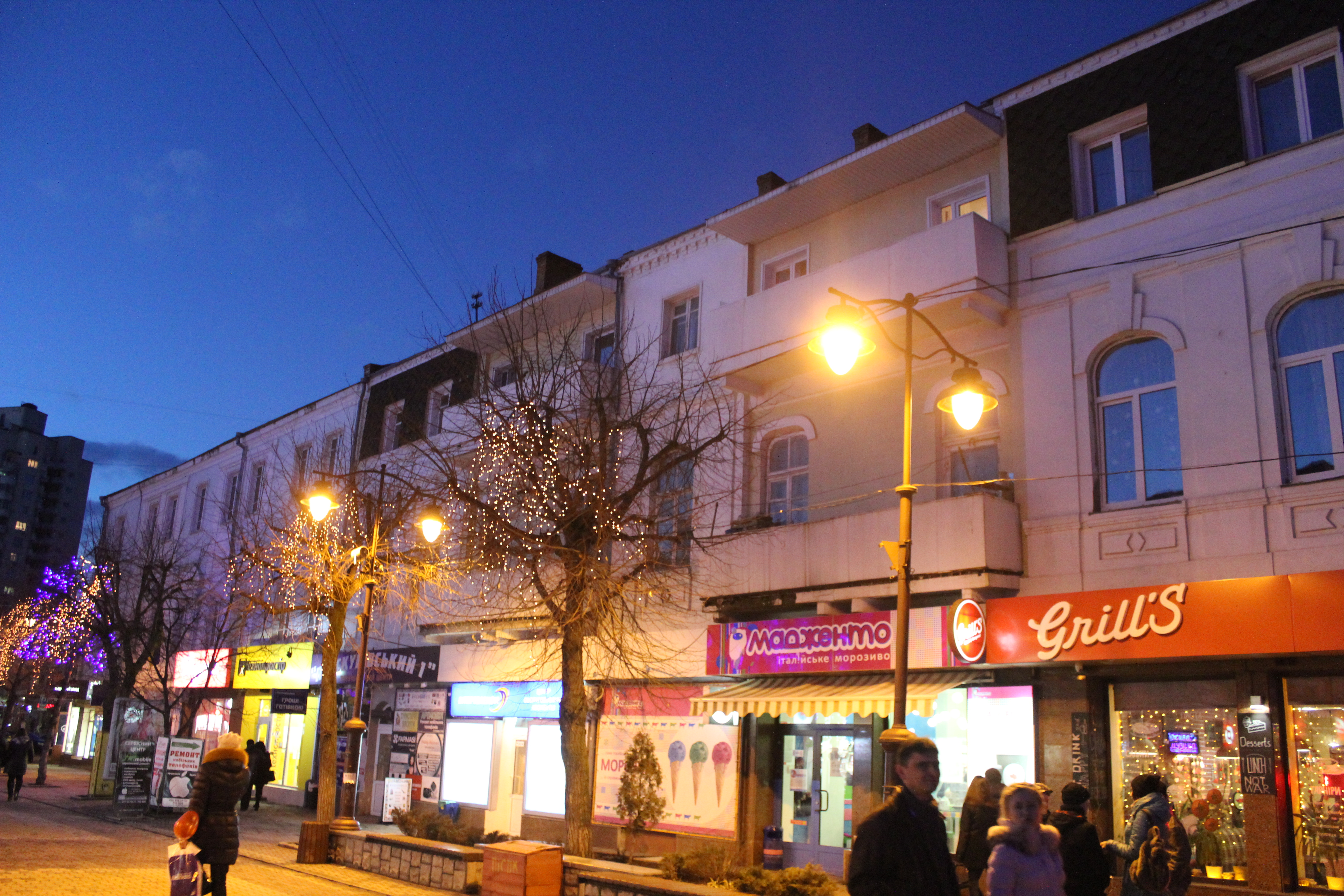
Проскурівська, 3
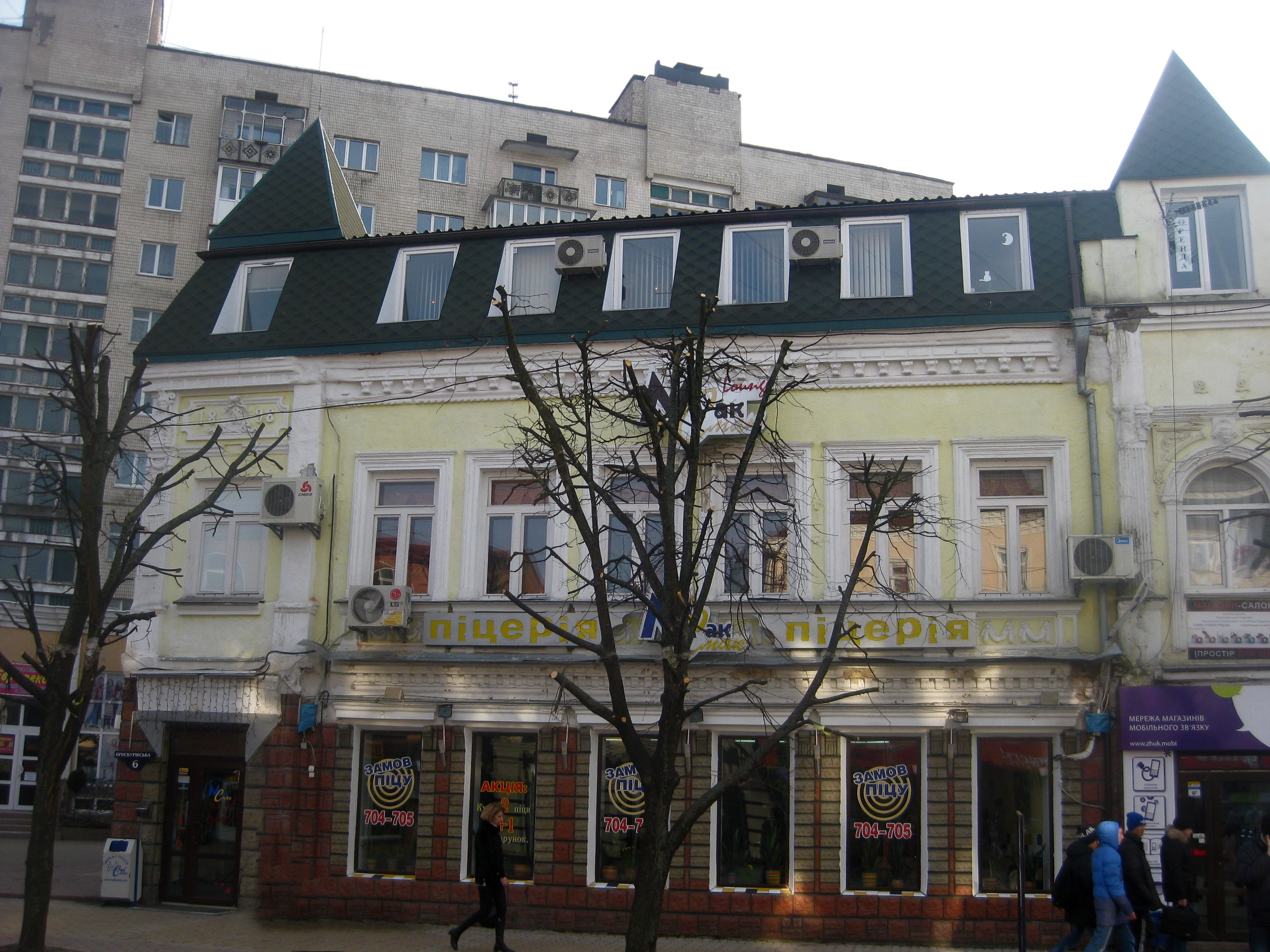
Проскурівська, 4
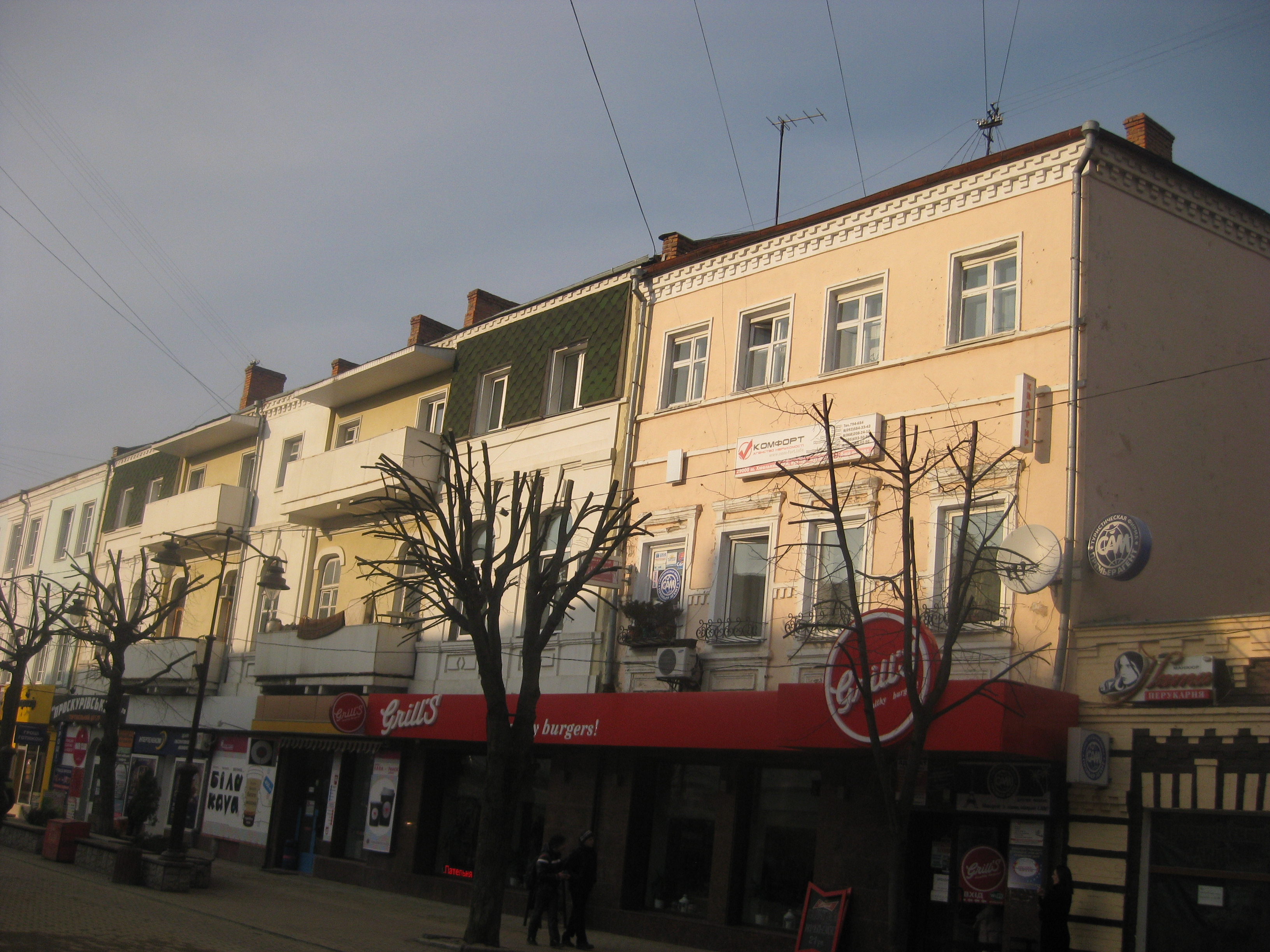
Проскурівська, 5
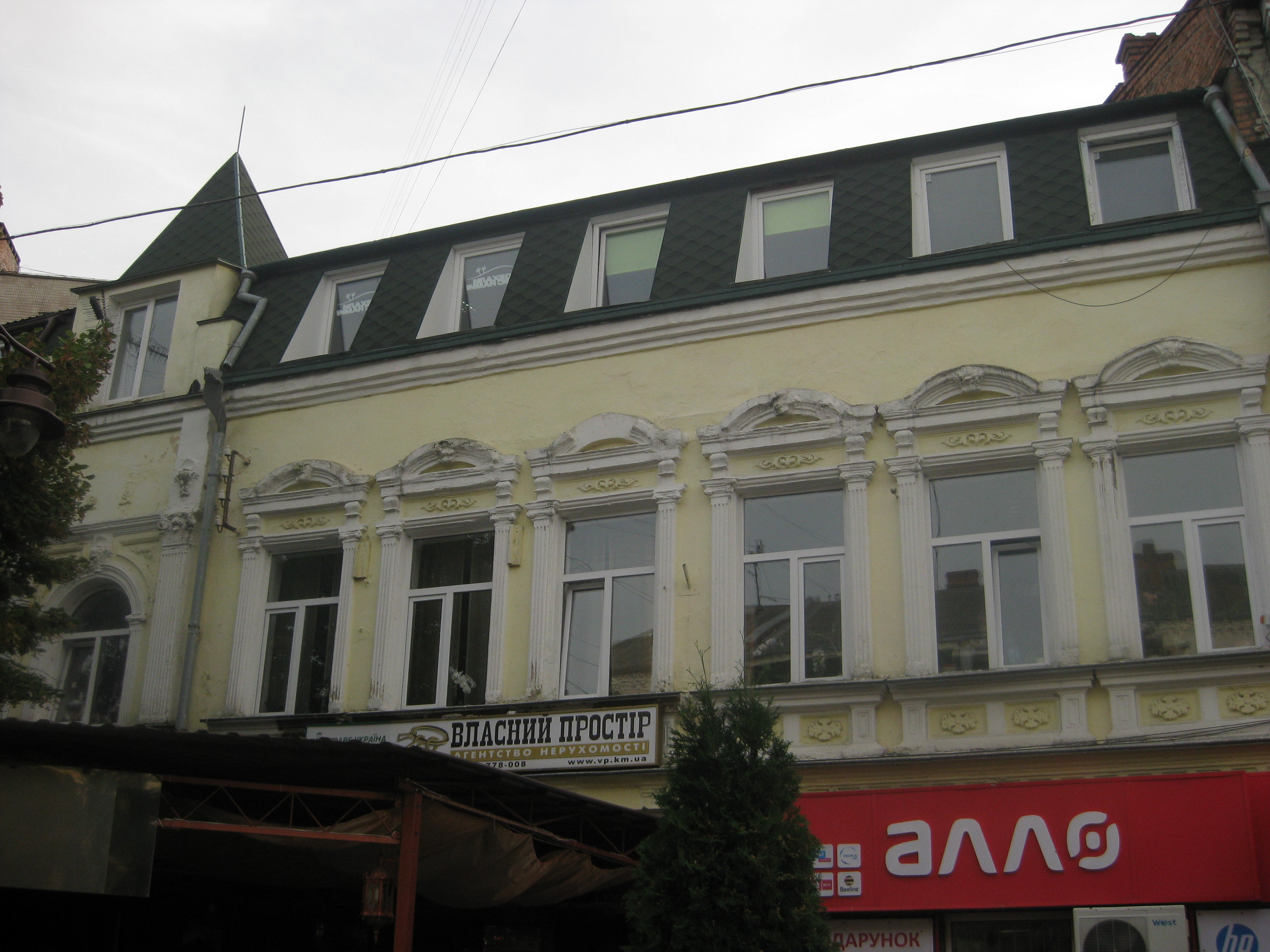
Проскурівська, 6
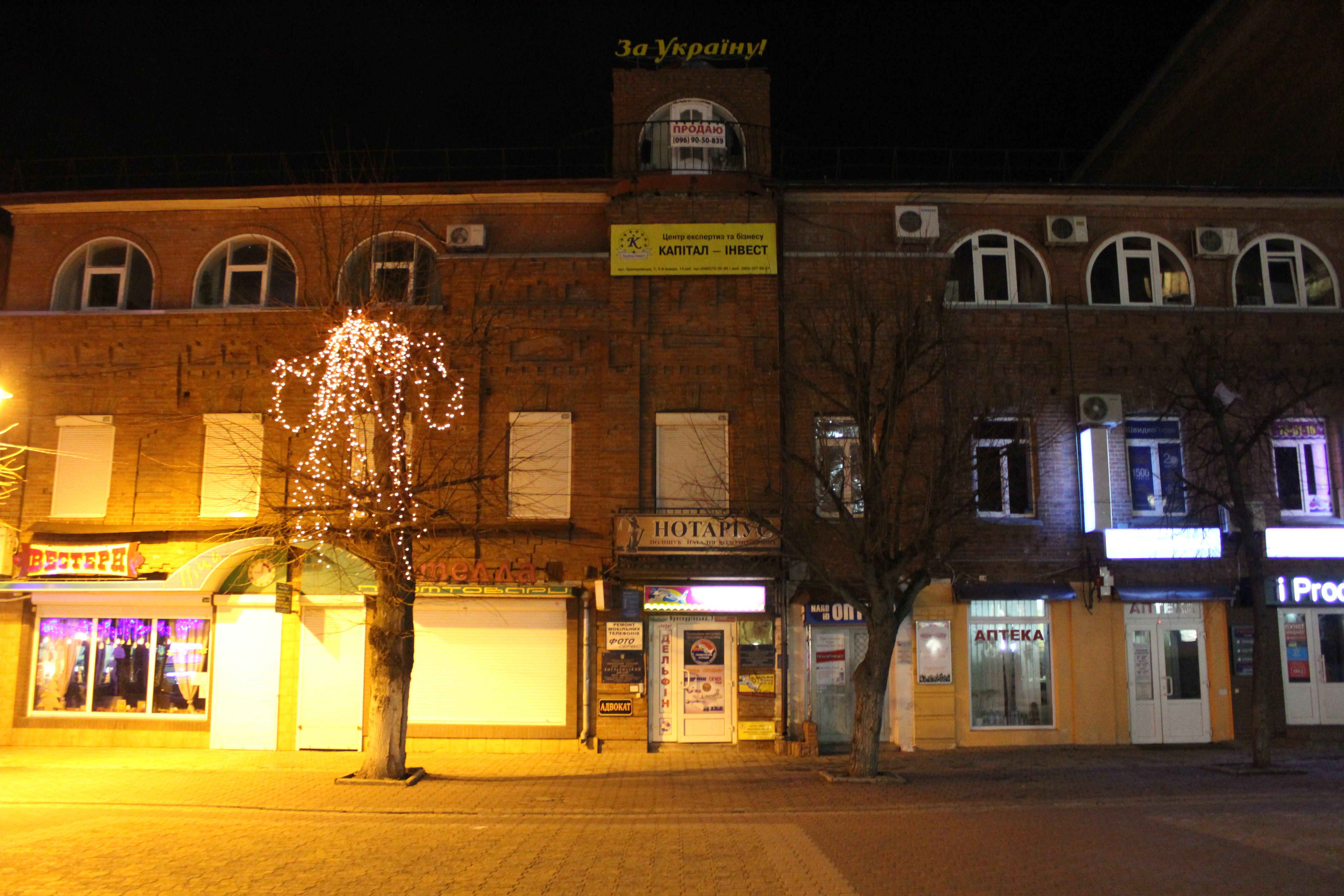
Проскурівська, 7
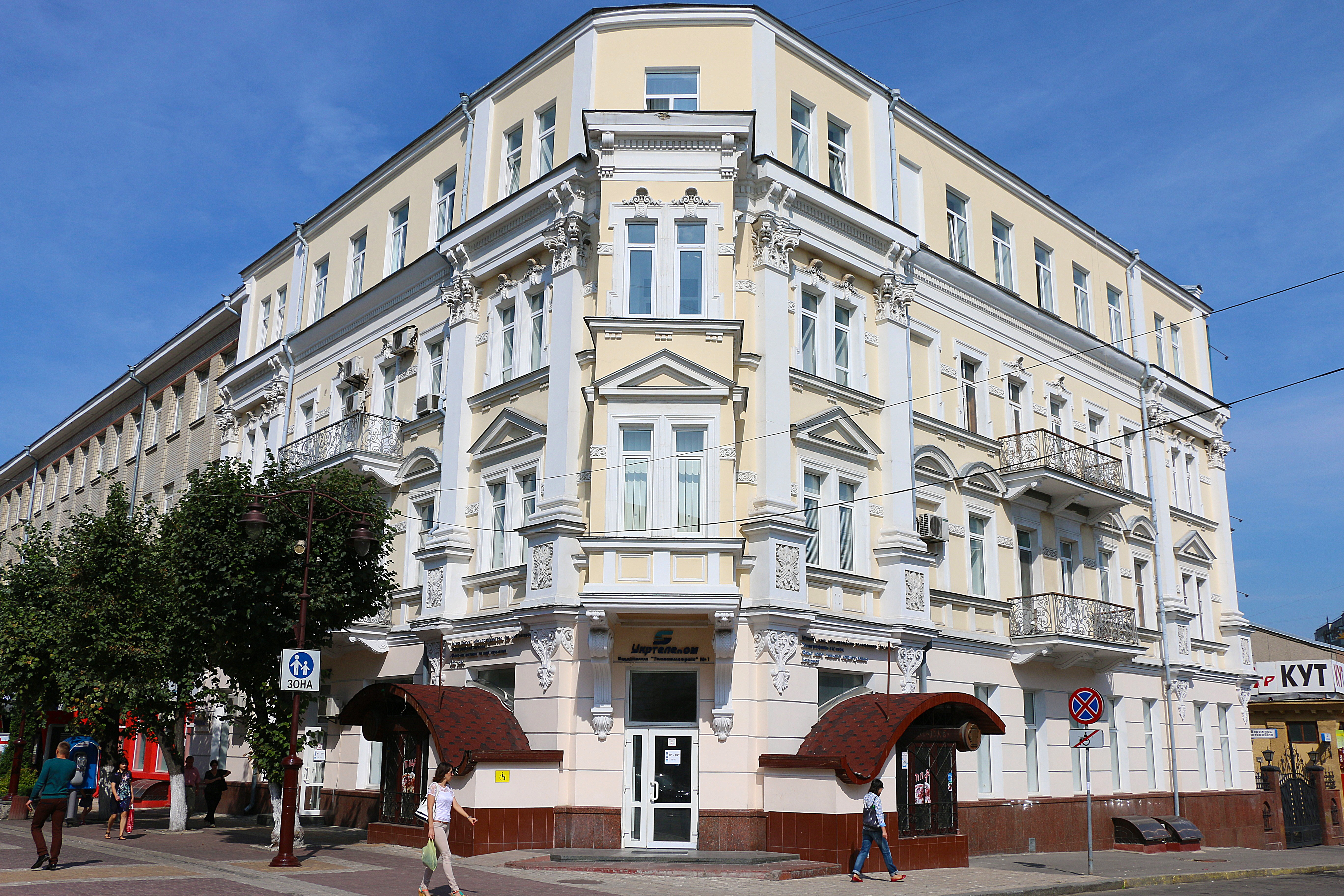
Аптека і помешкання домовласника Л. І. Дєрєвоїда
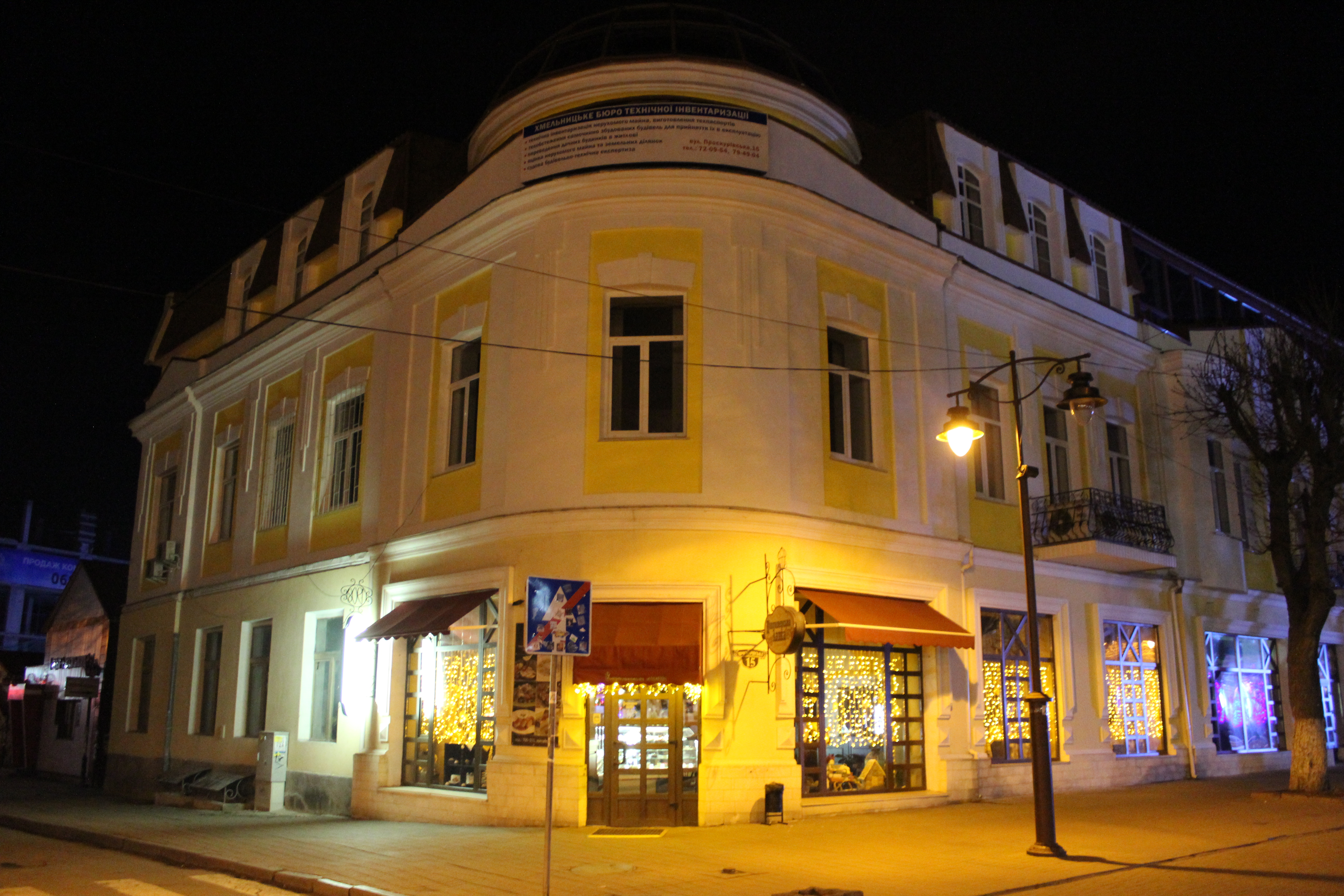
Колишній ресторан «Слон»
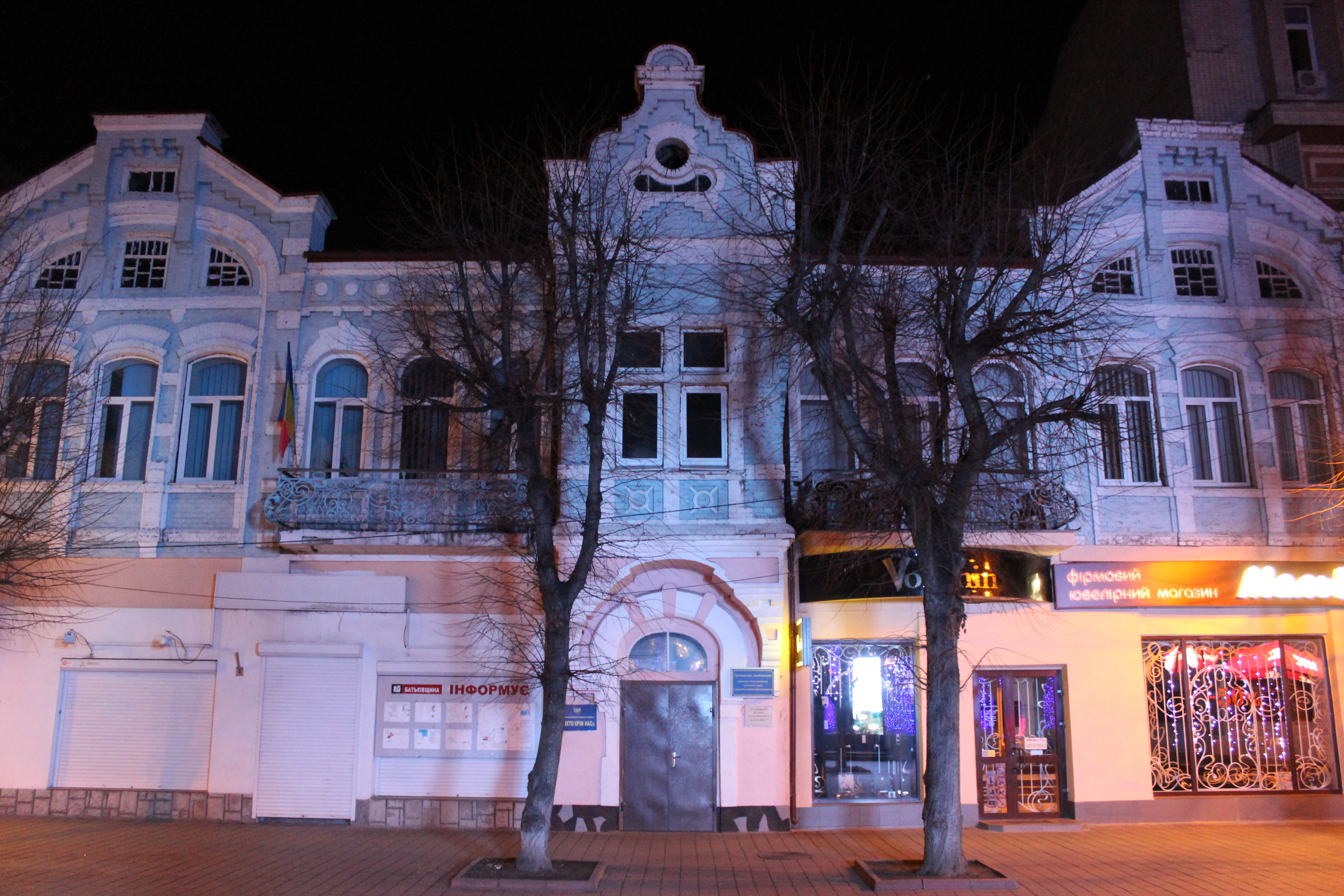
Проскурівська, 17
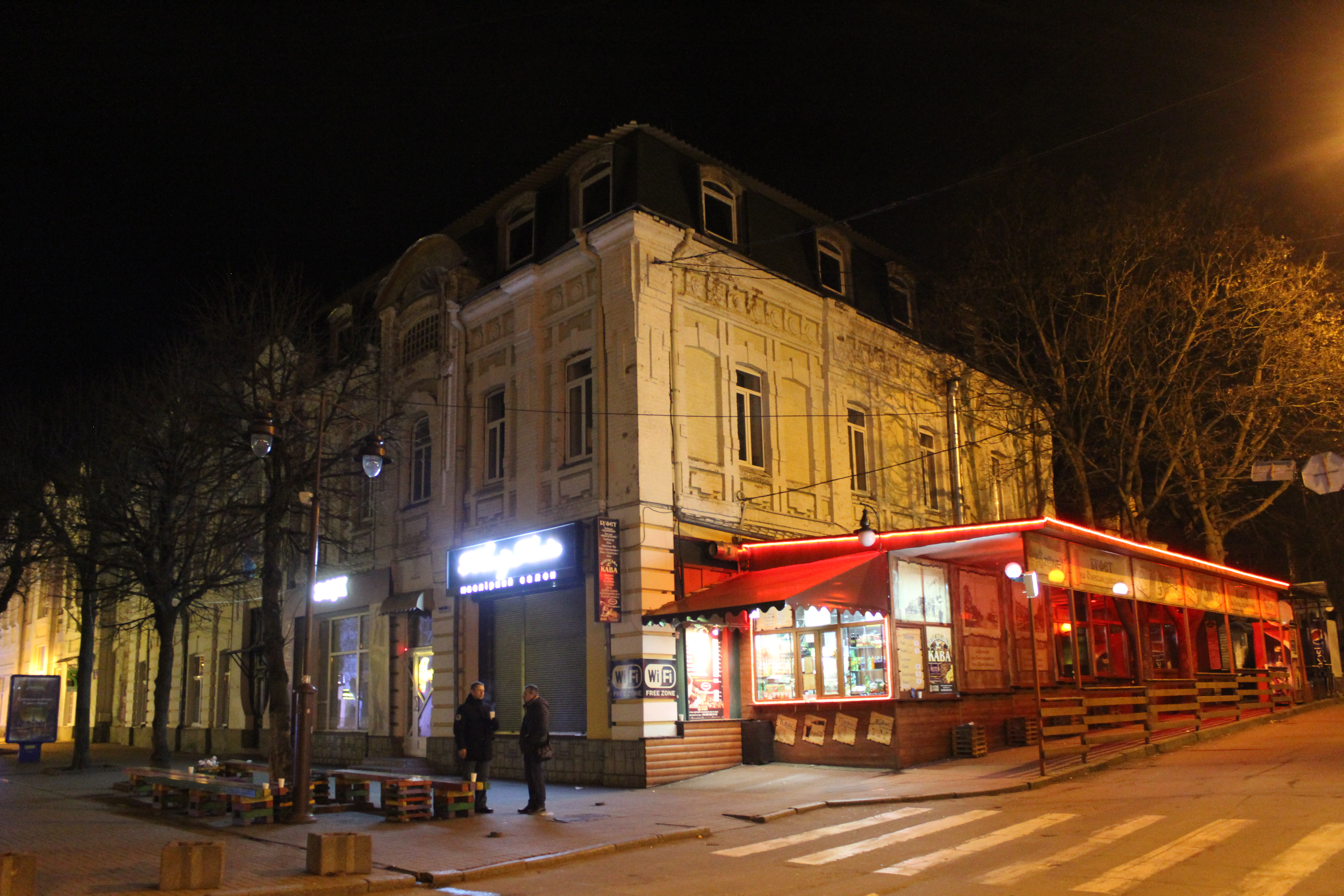
Проскурівська, 18
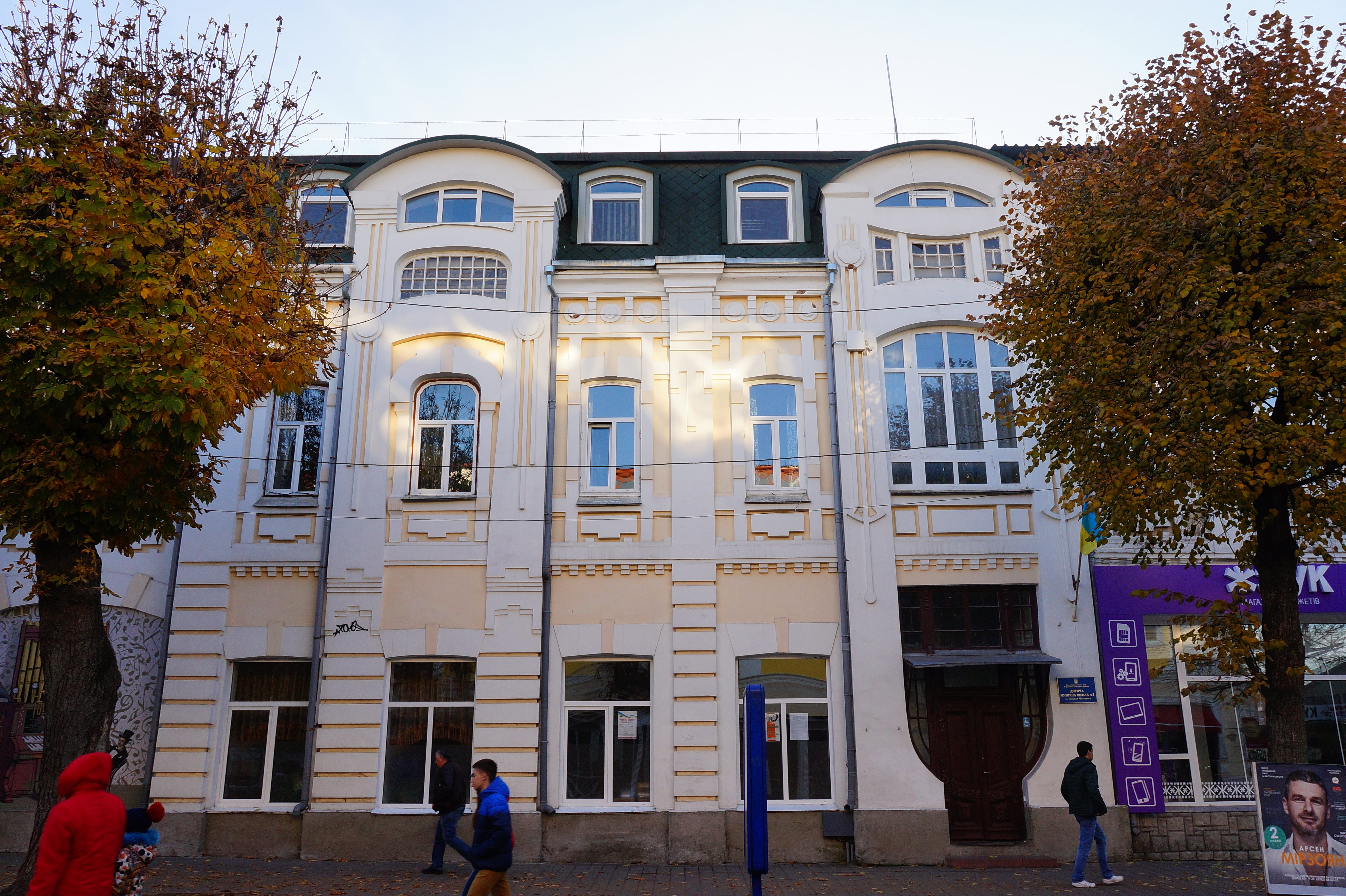
Проскурівська,20
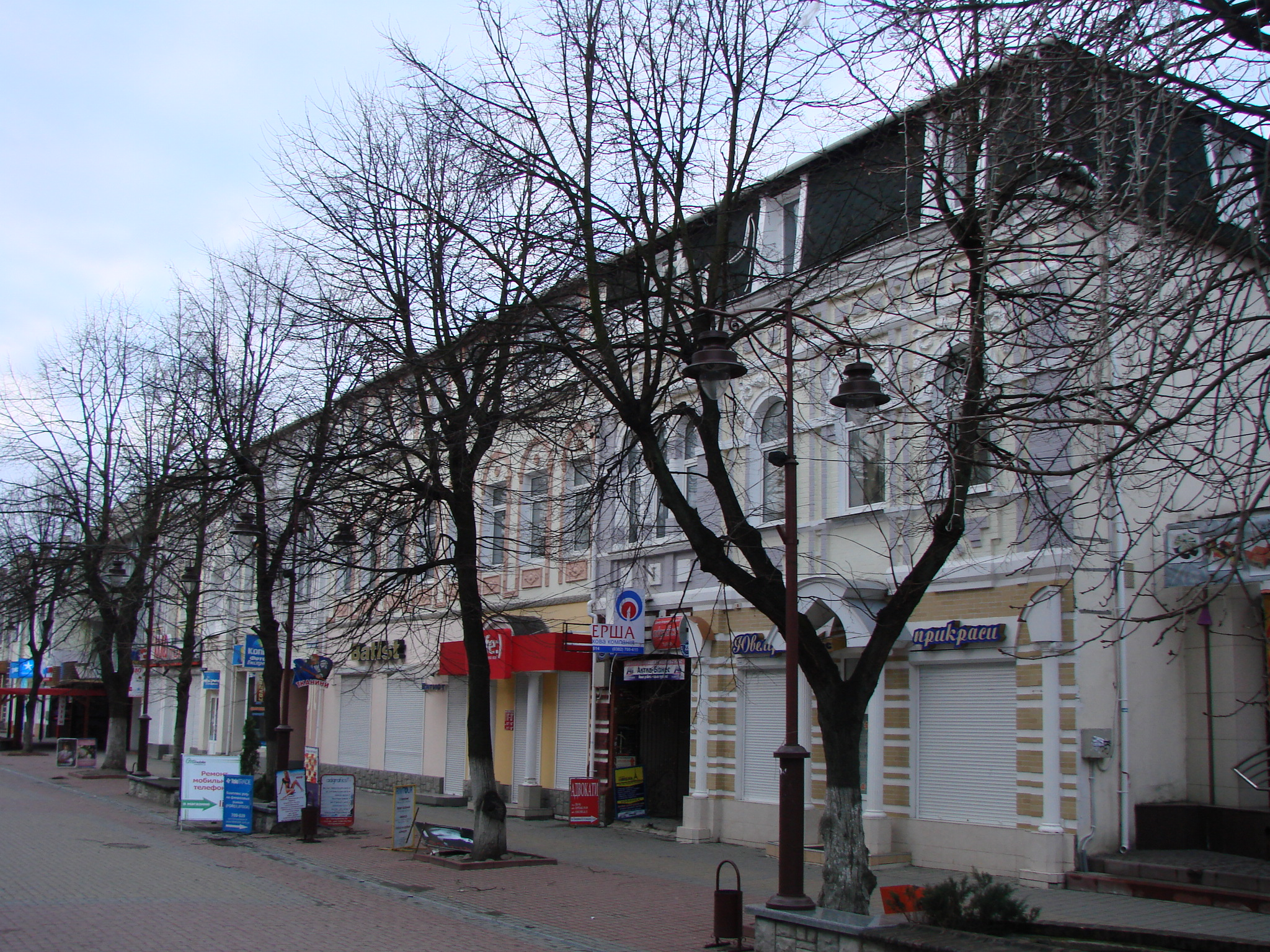
Проскурівська, 22
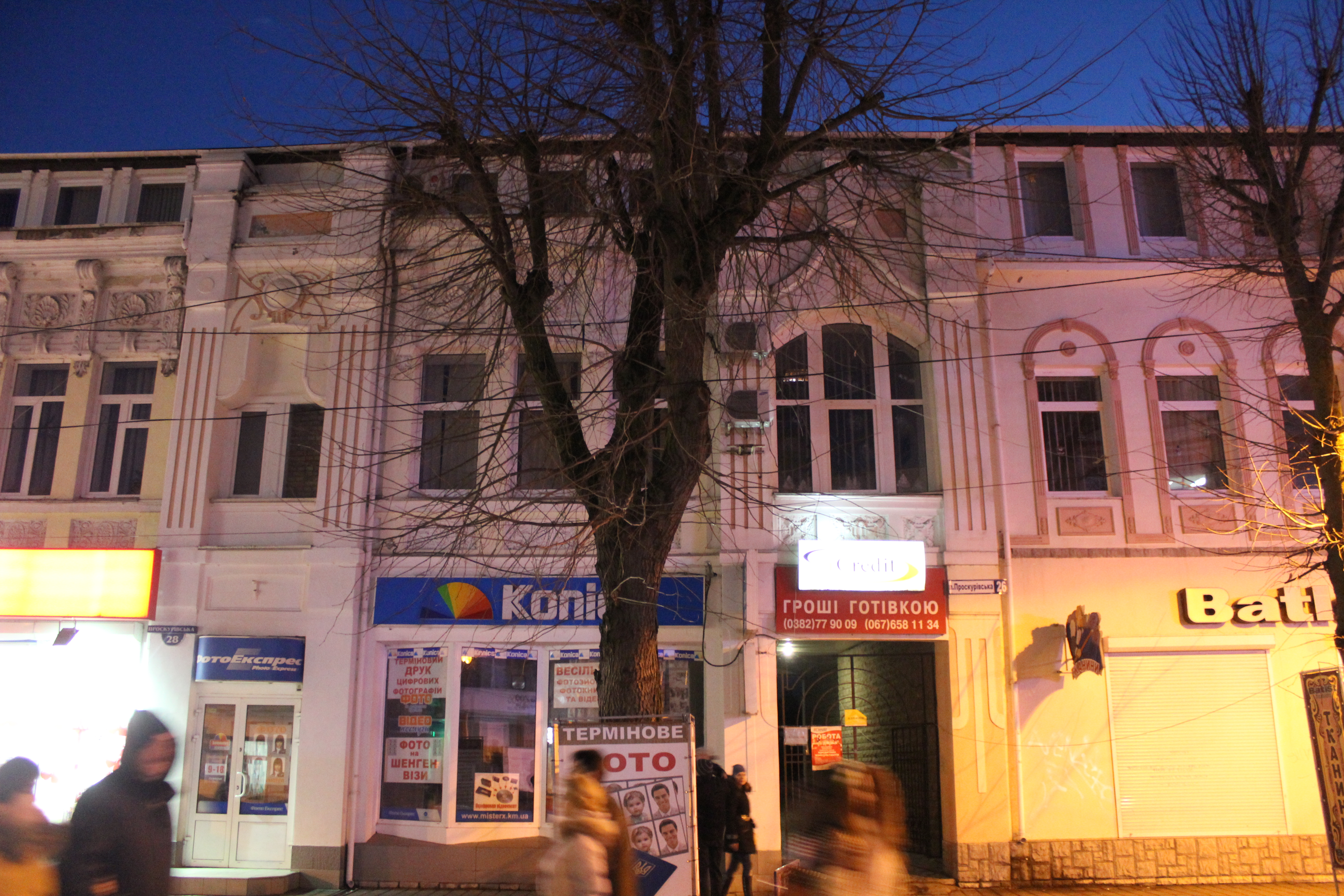
Проскурівська, 26
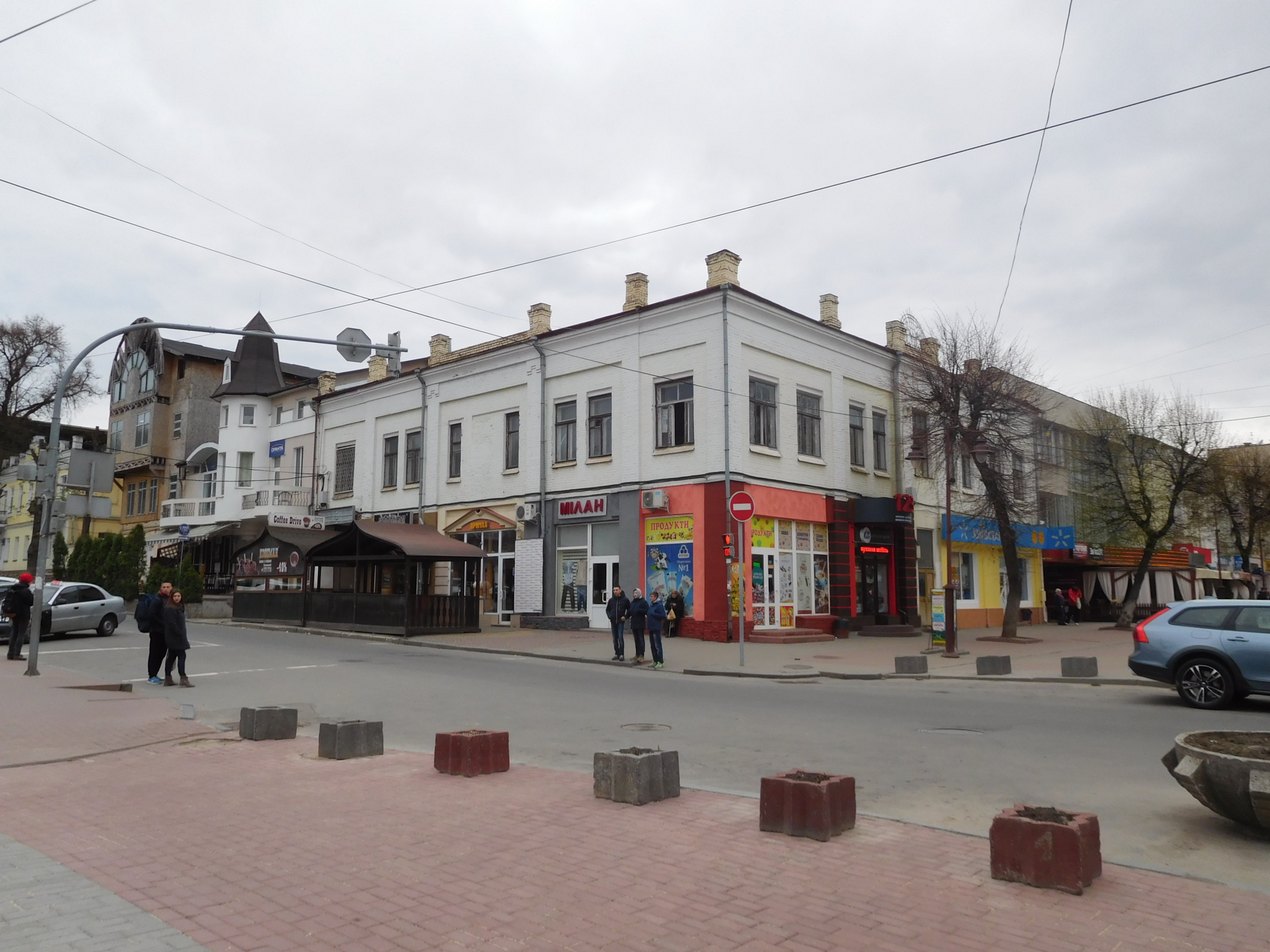
Проскурівська, 32 До реконструкції
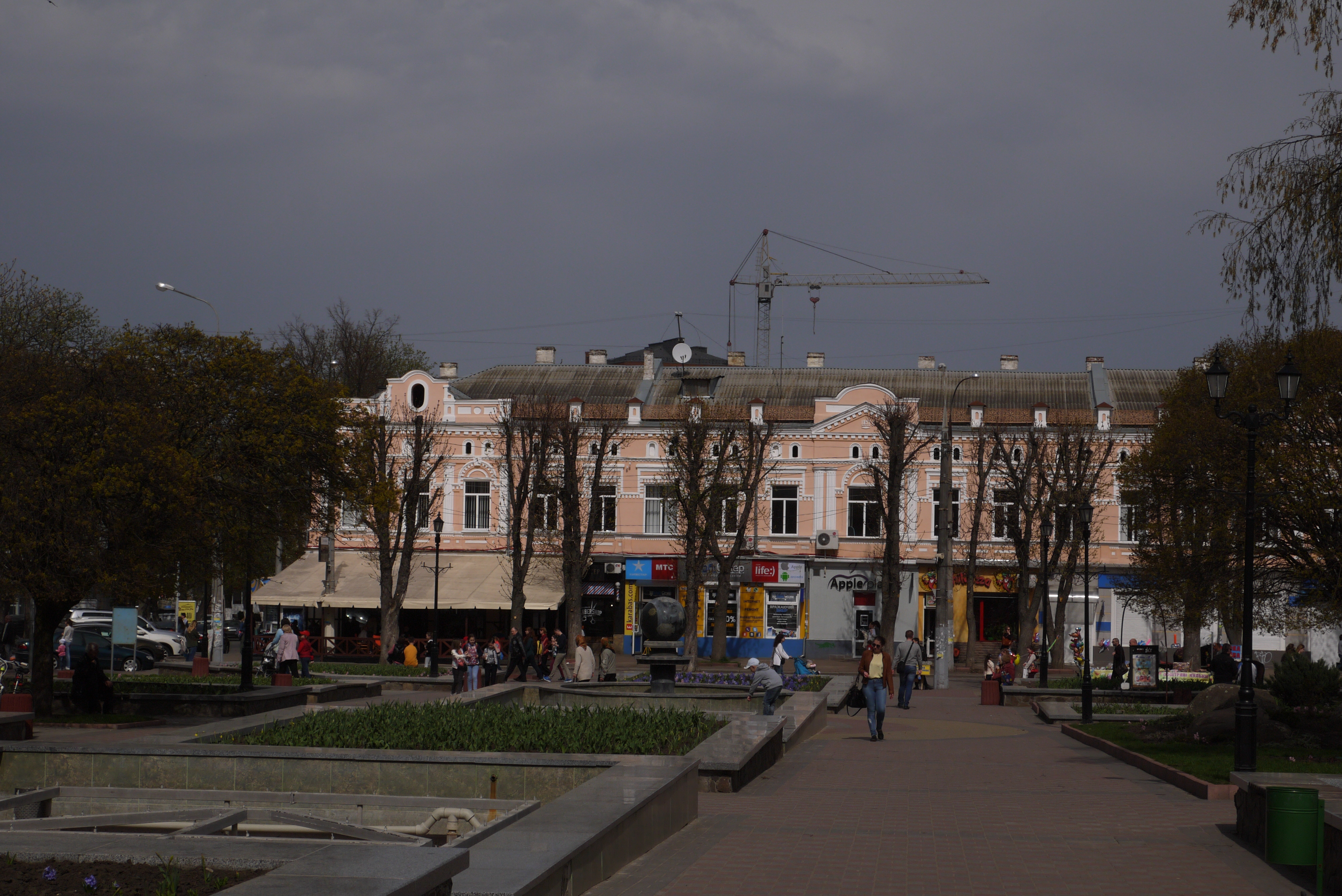
Проскурівська, 33
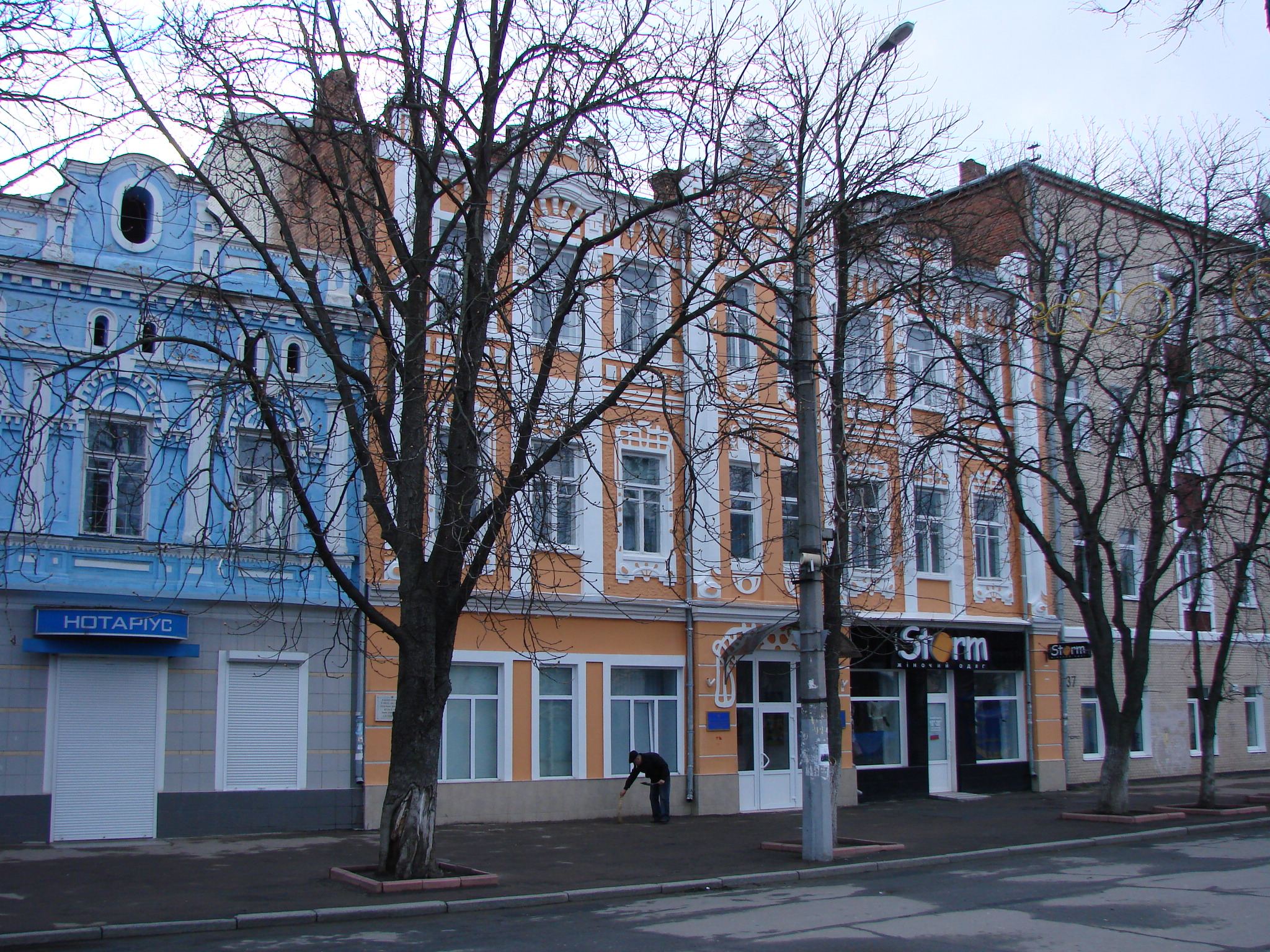
Проскурівська, 35
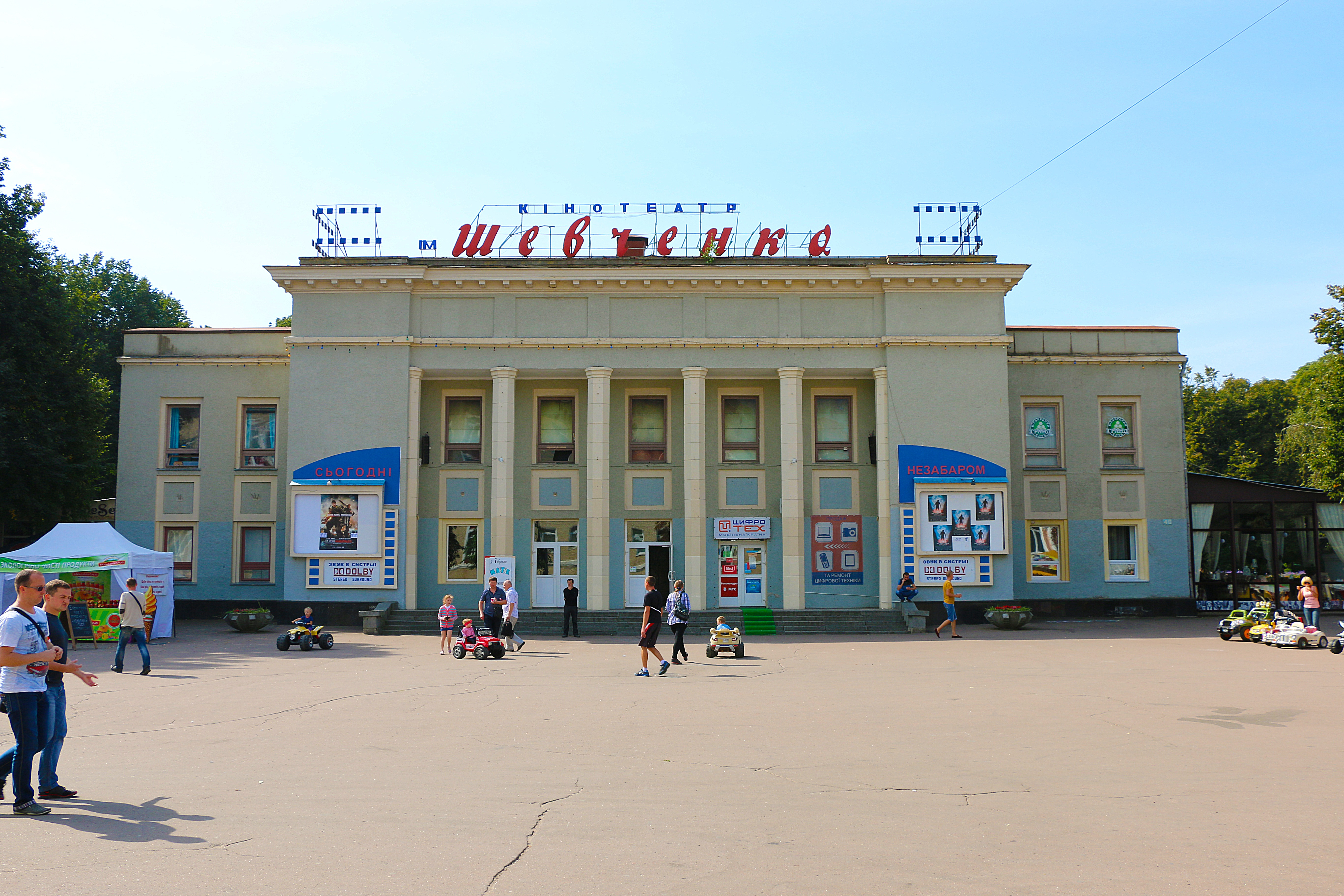
Кінотеатр ім. Тараса Шевченка
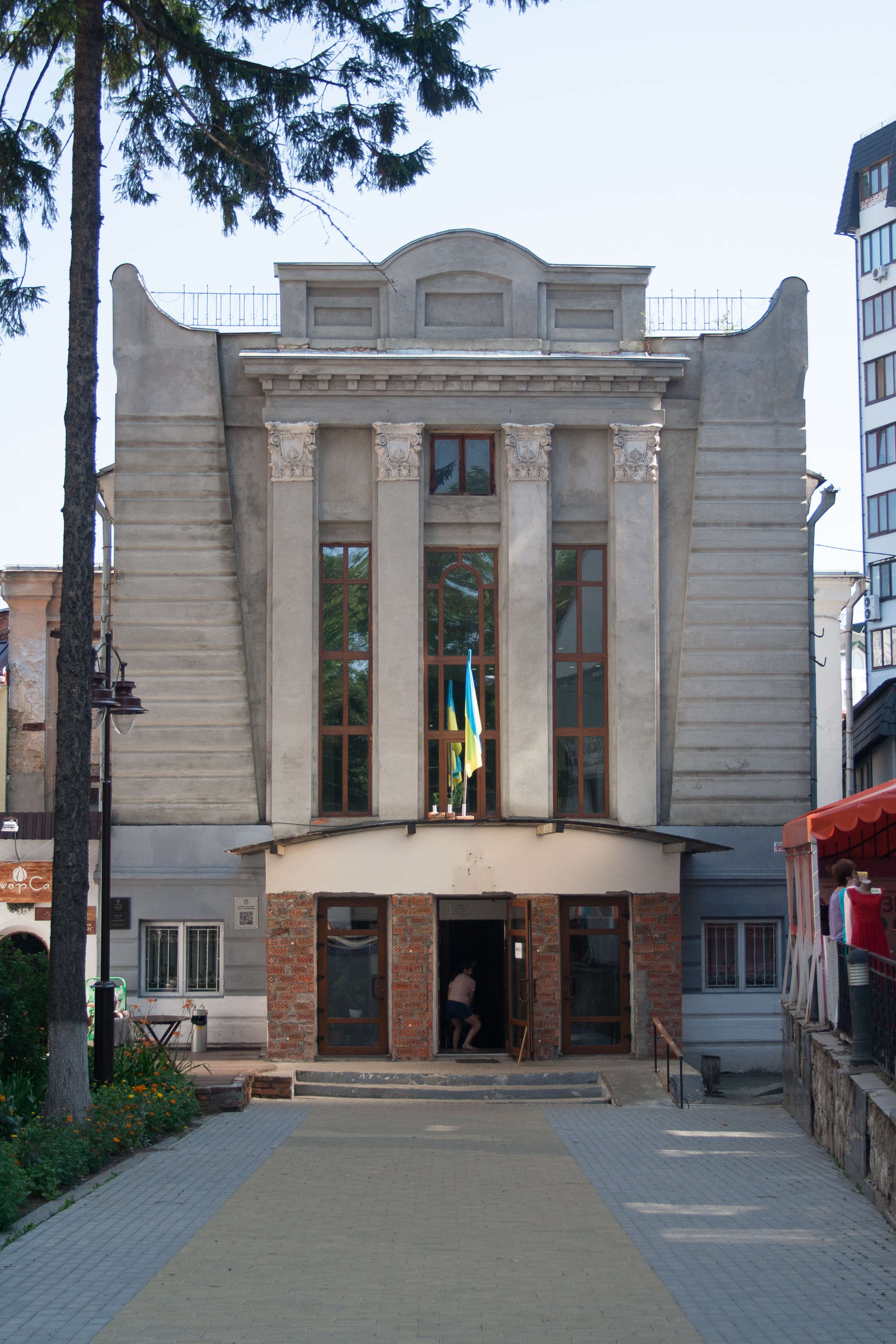
Міський будинок культури
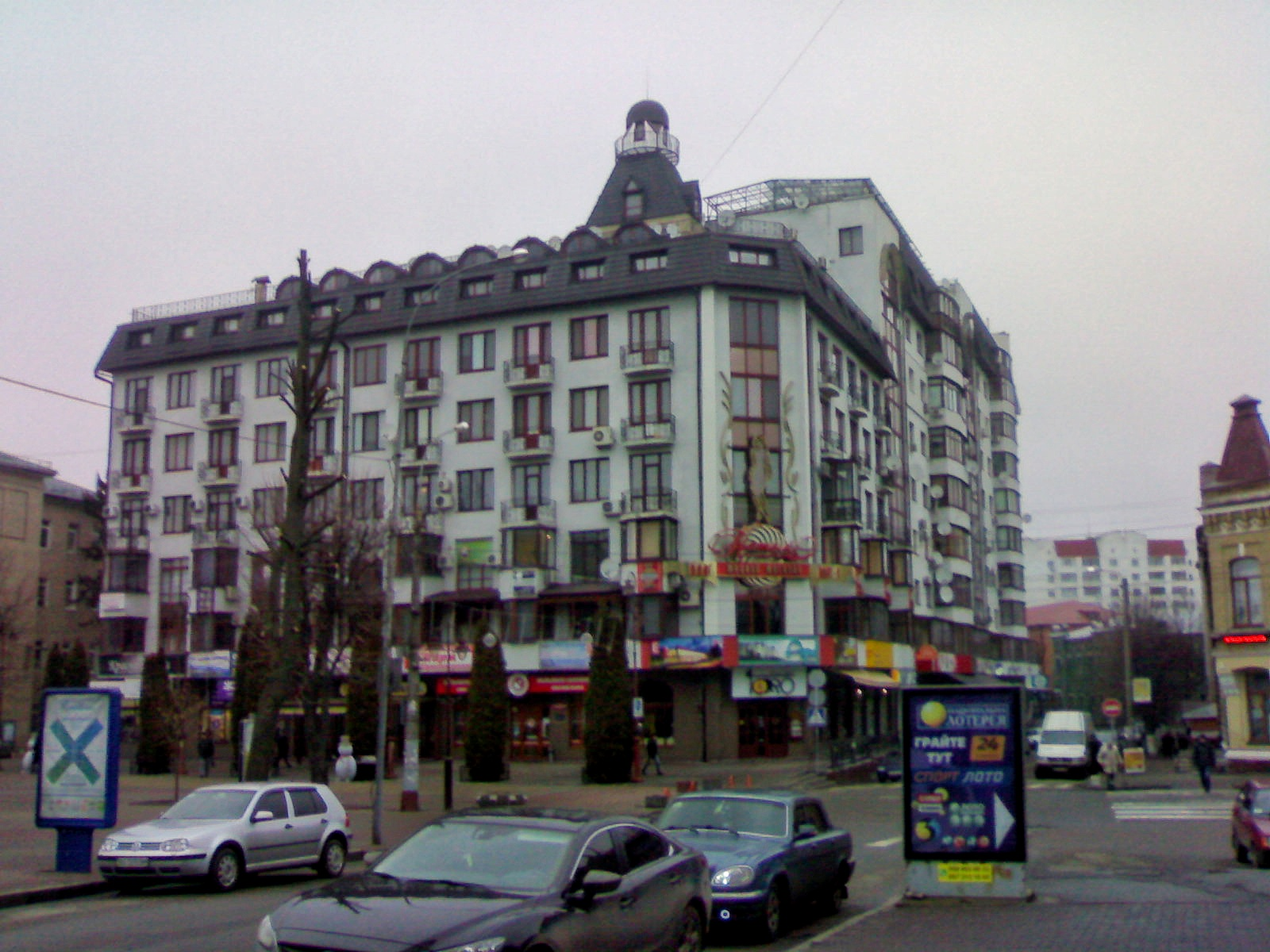
Новобудова на Проскурівській, 45
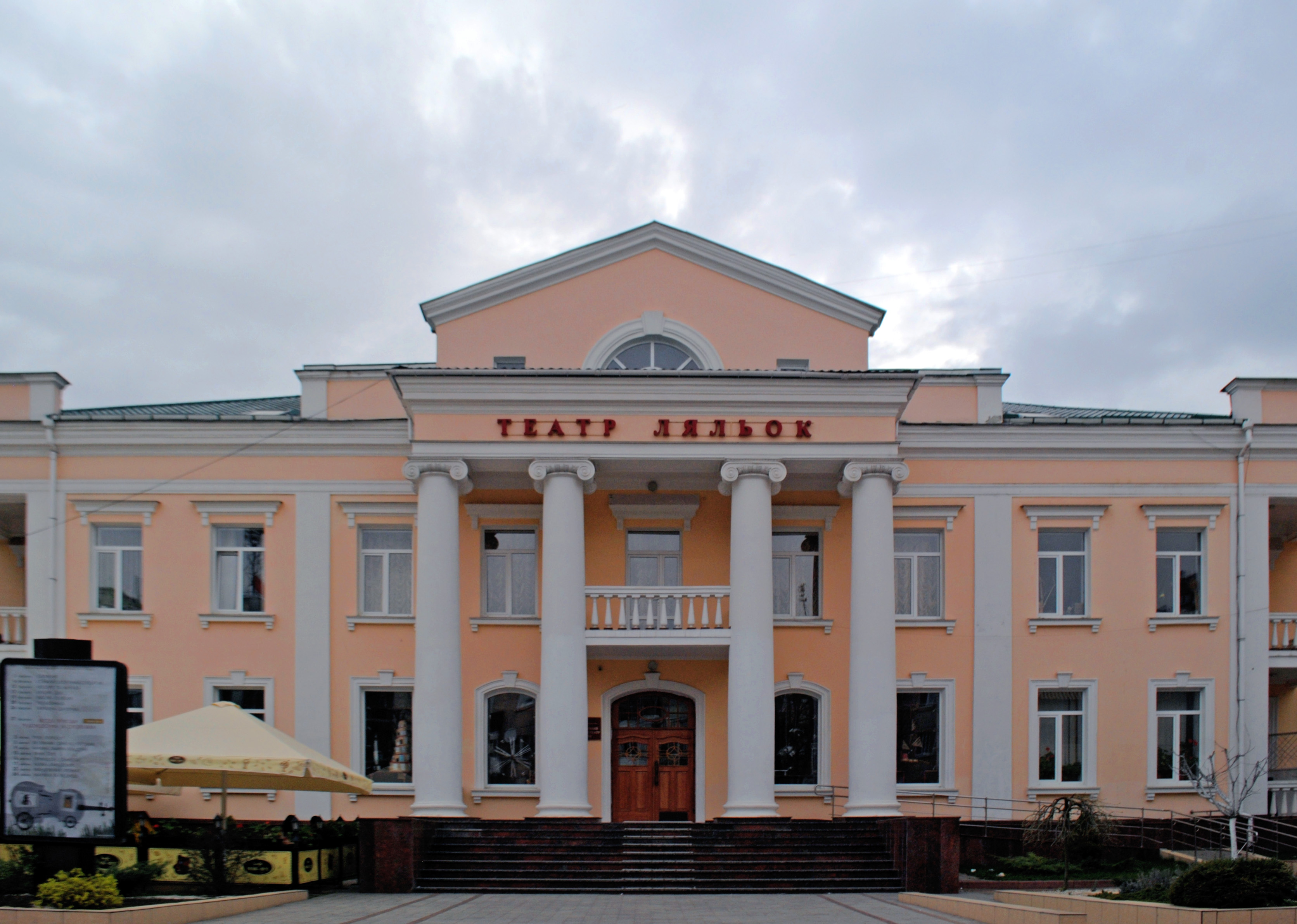
Ляльковий театр
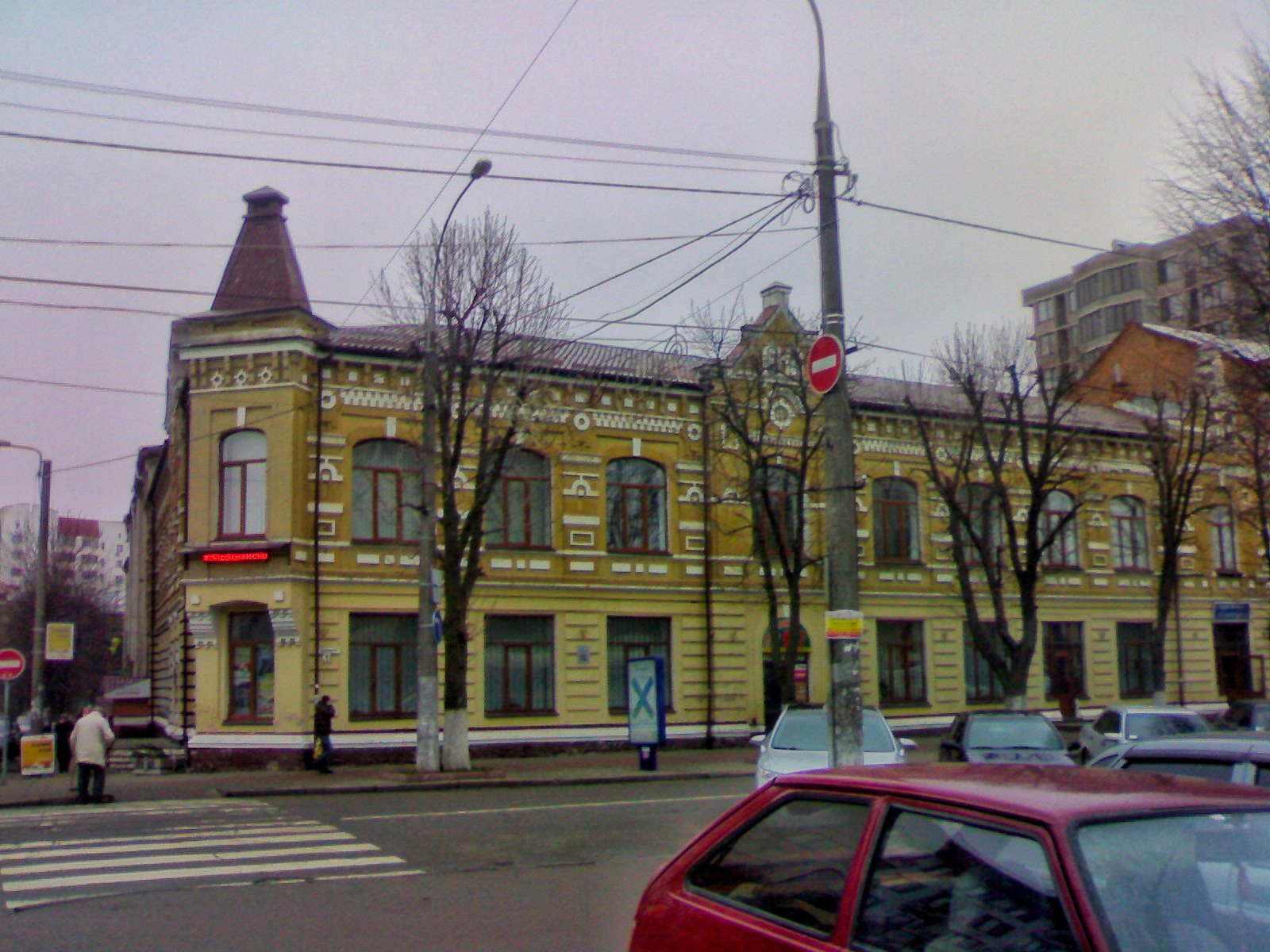
Проскурівська, 47
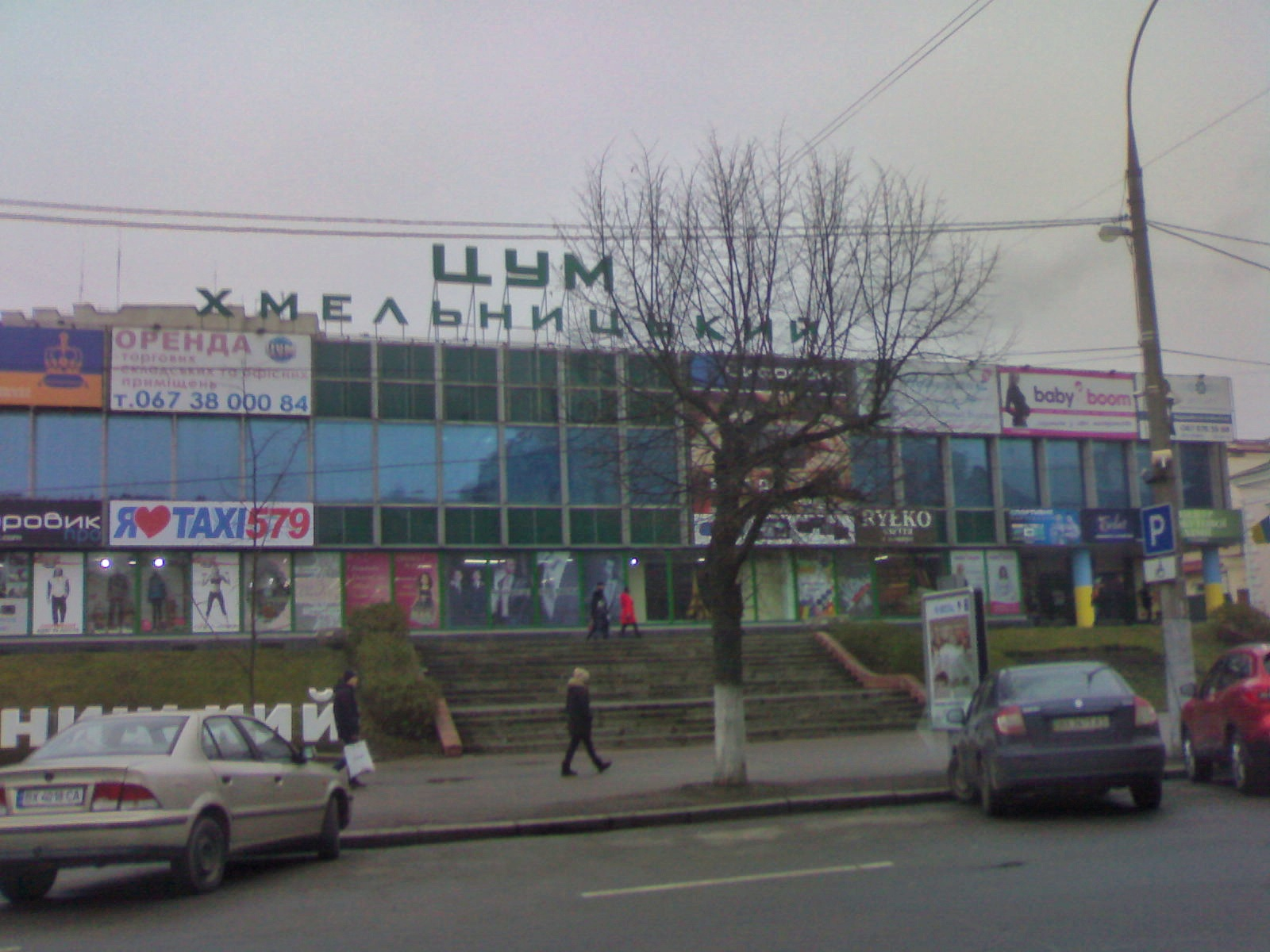
ЦУм
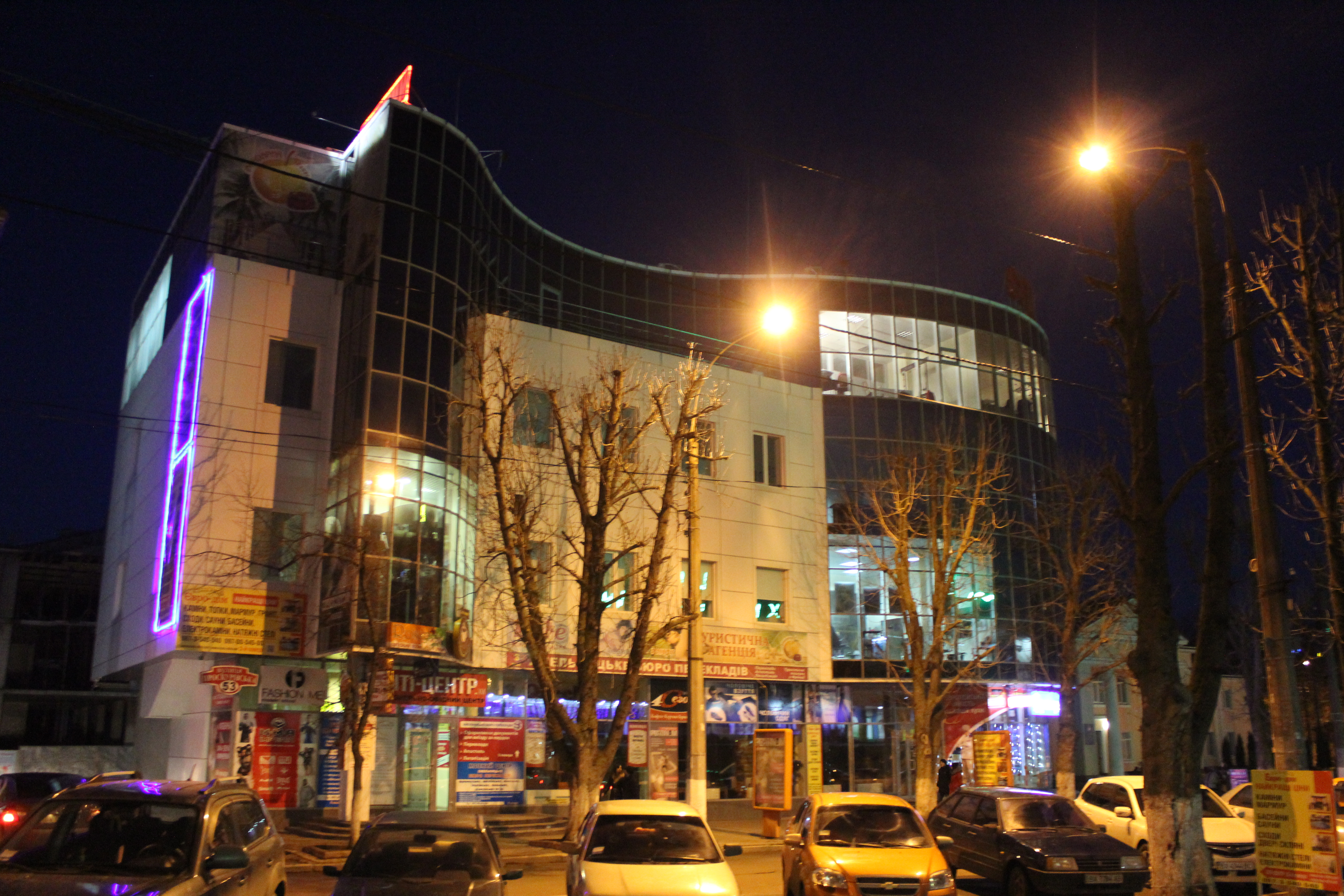
«Сіті-Центр»
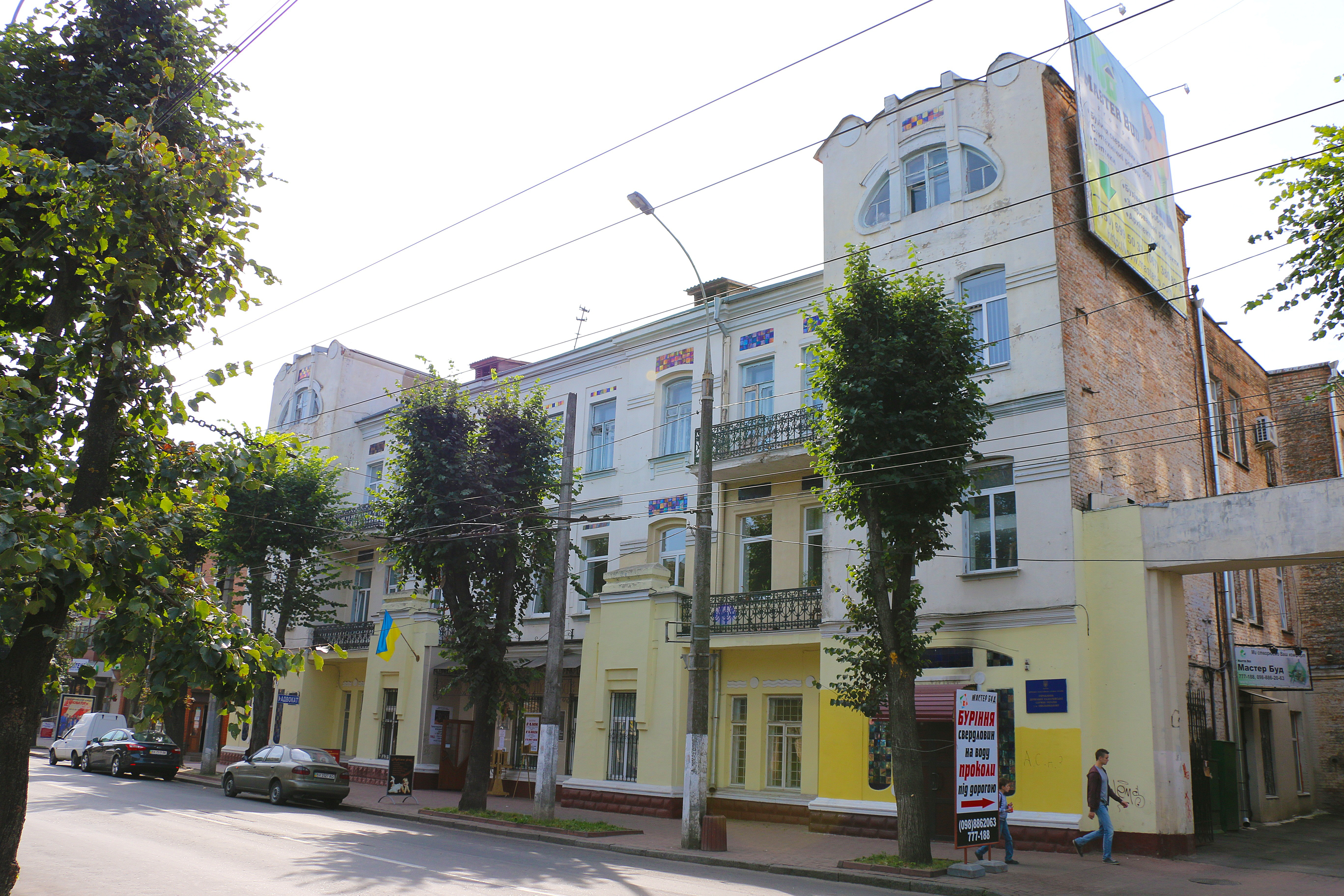
Проскурівська, 56
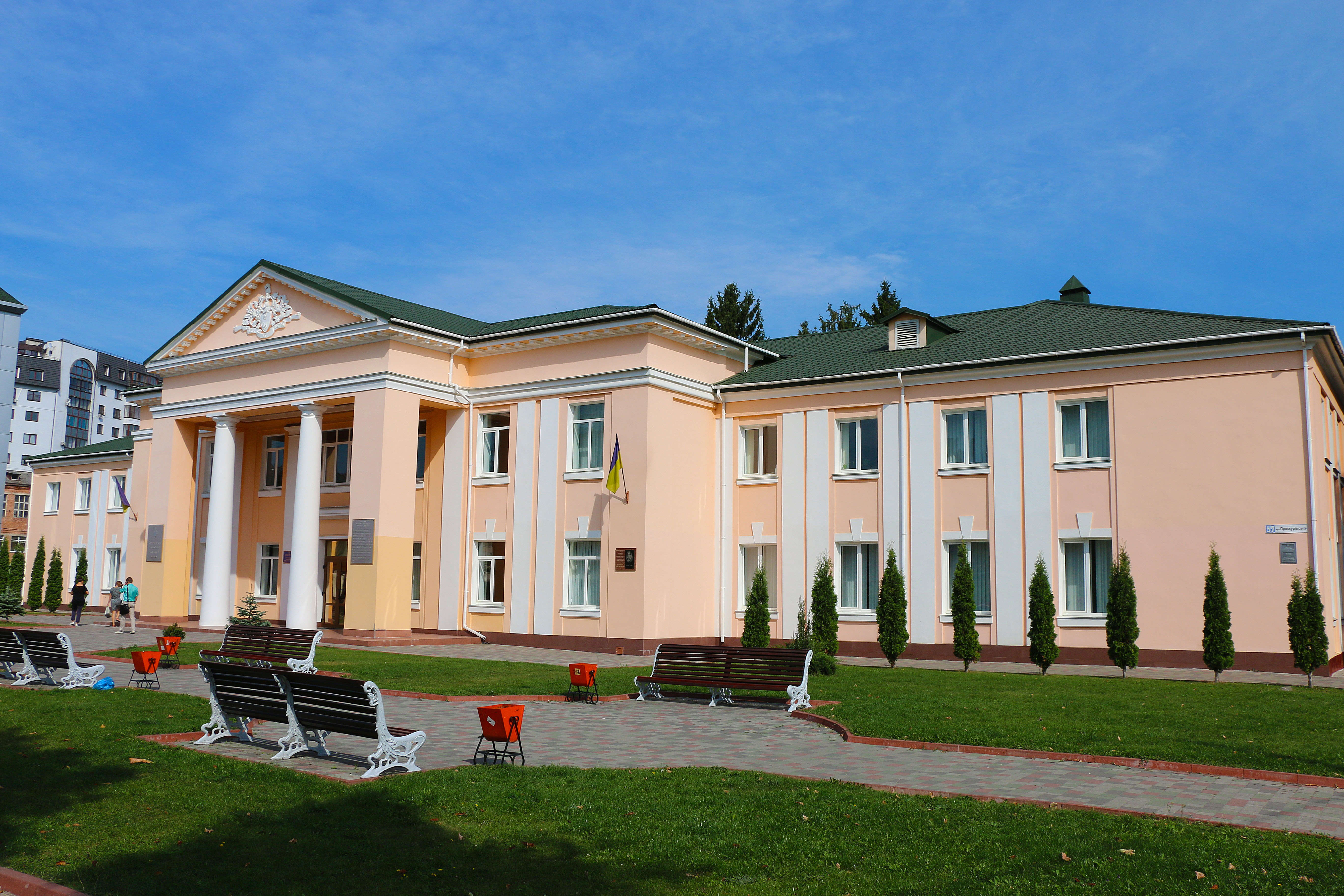
Колишній будинок офіцерів
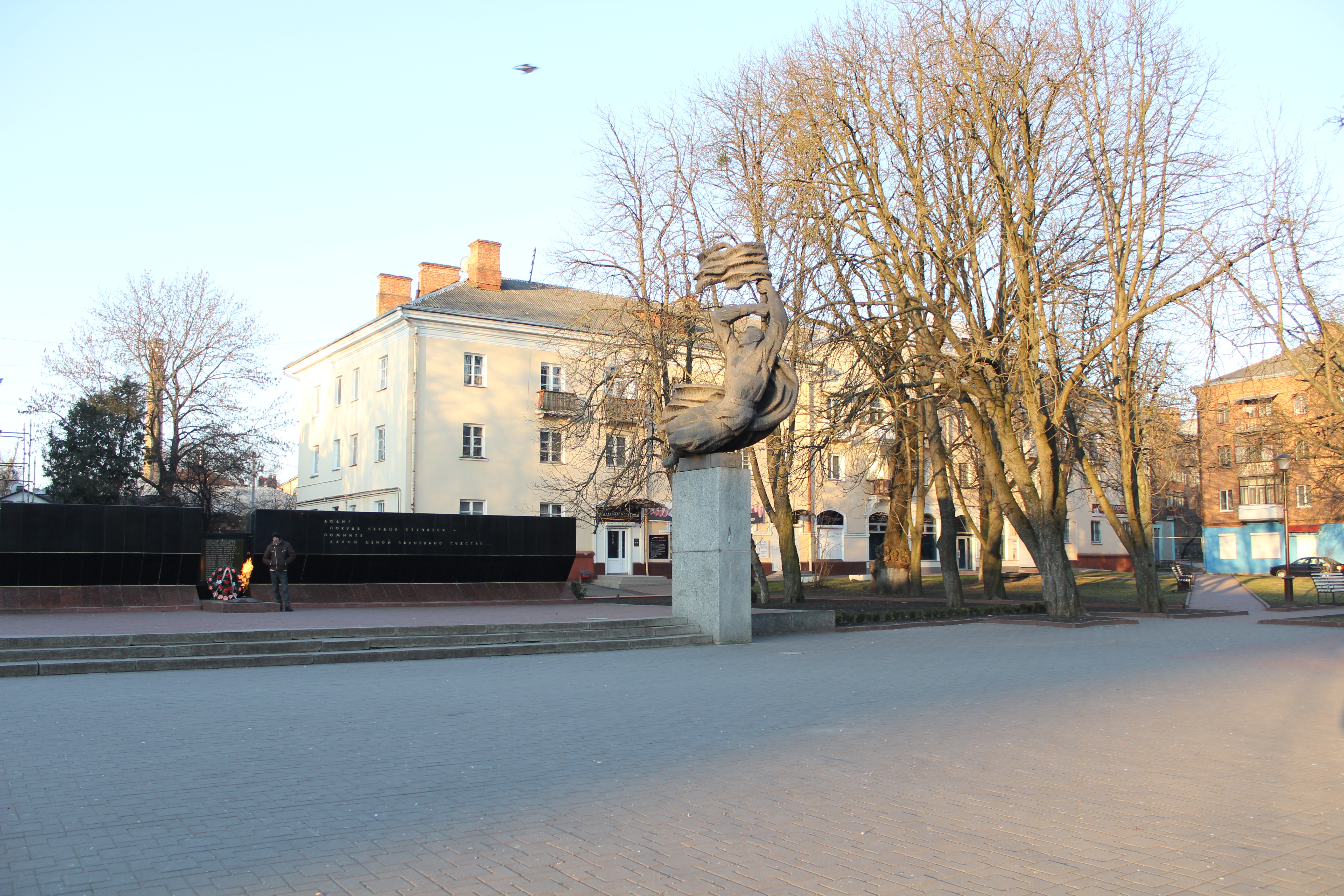
Вічний вогонь
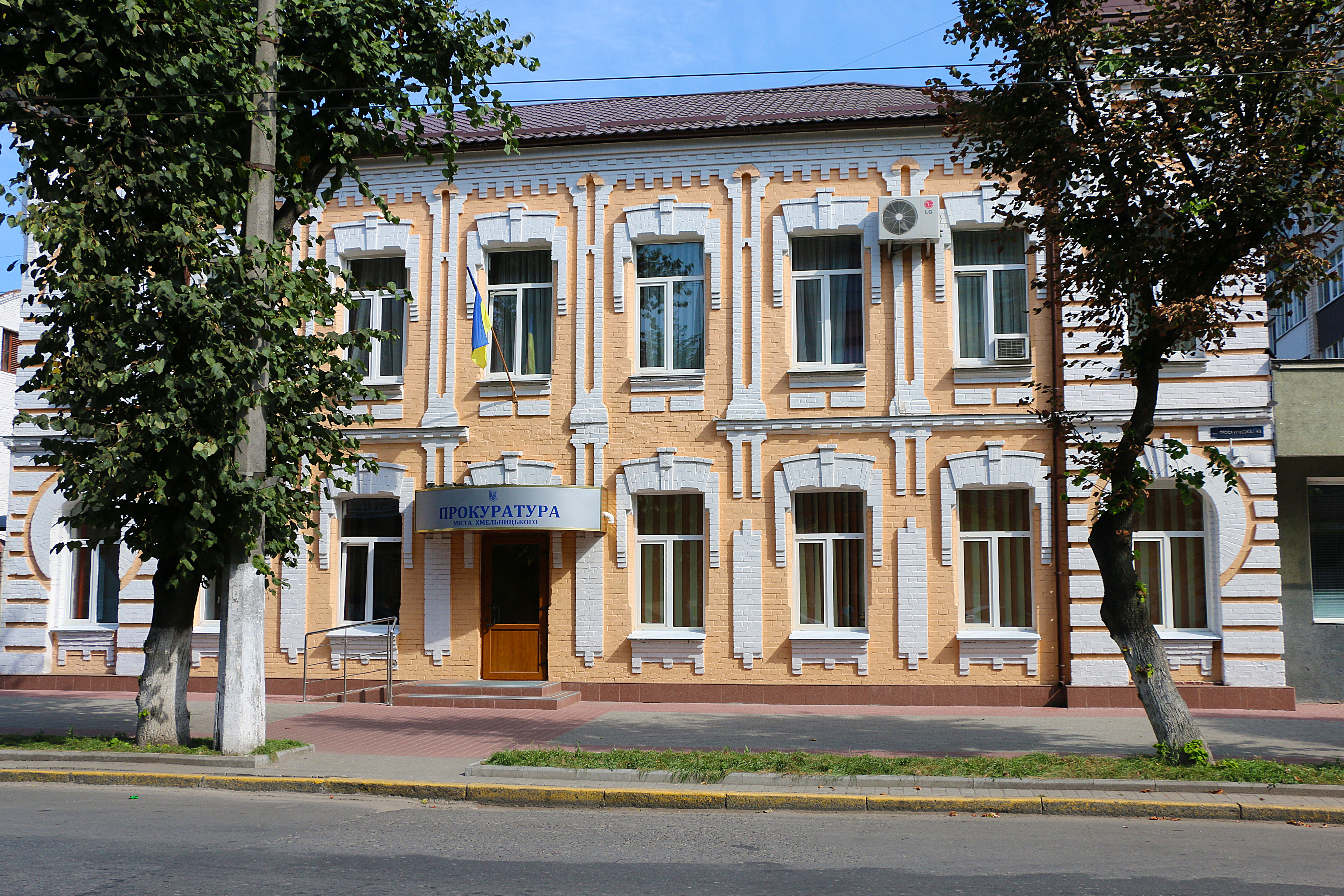
Проскурівська, 63
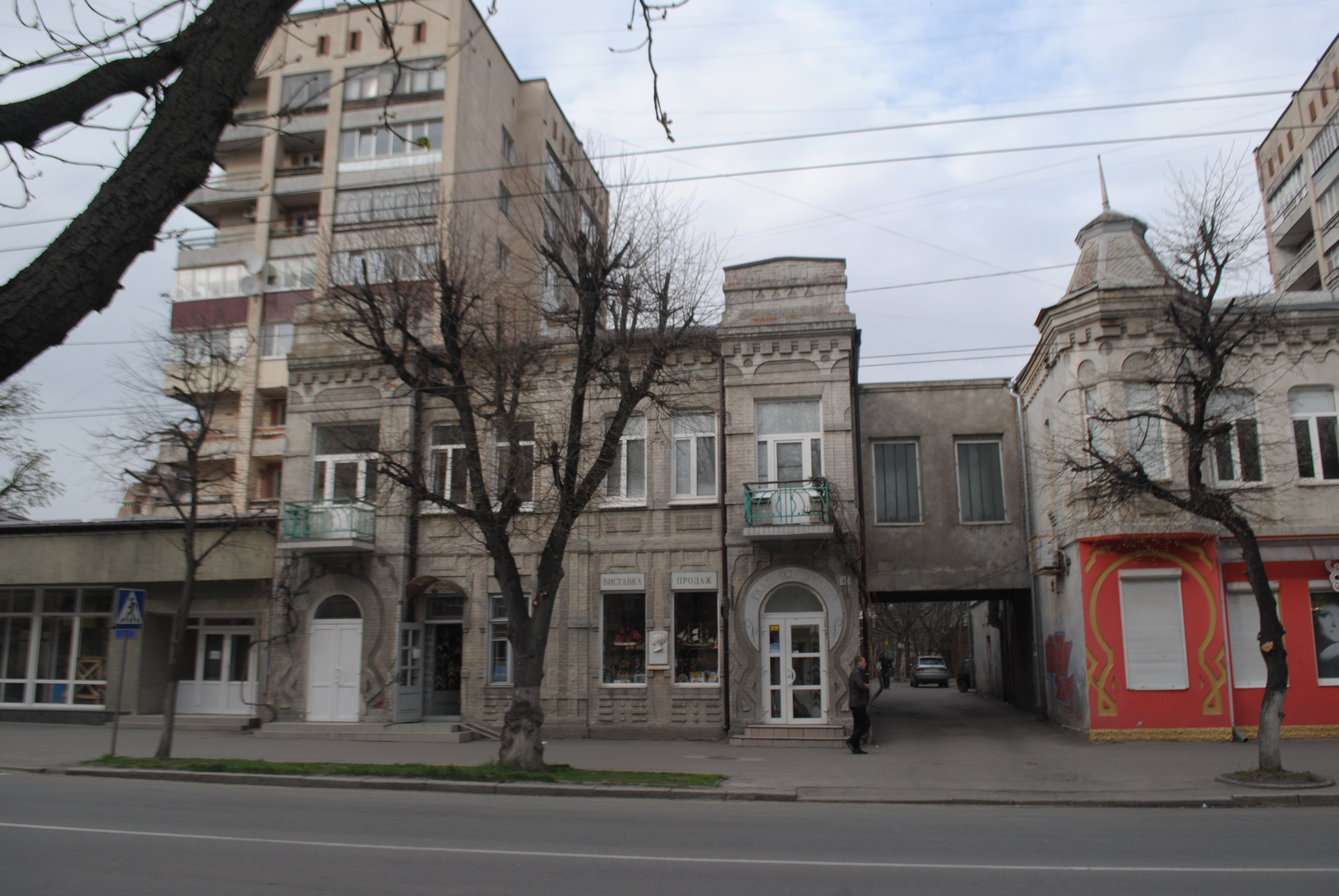
Проскурівська, 67
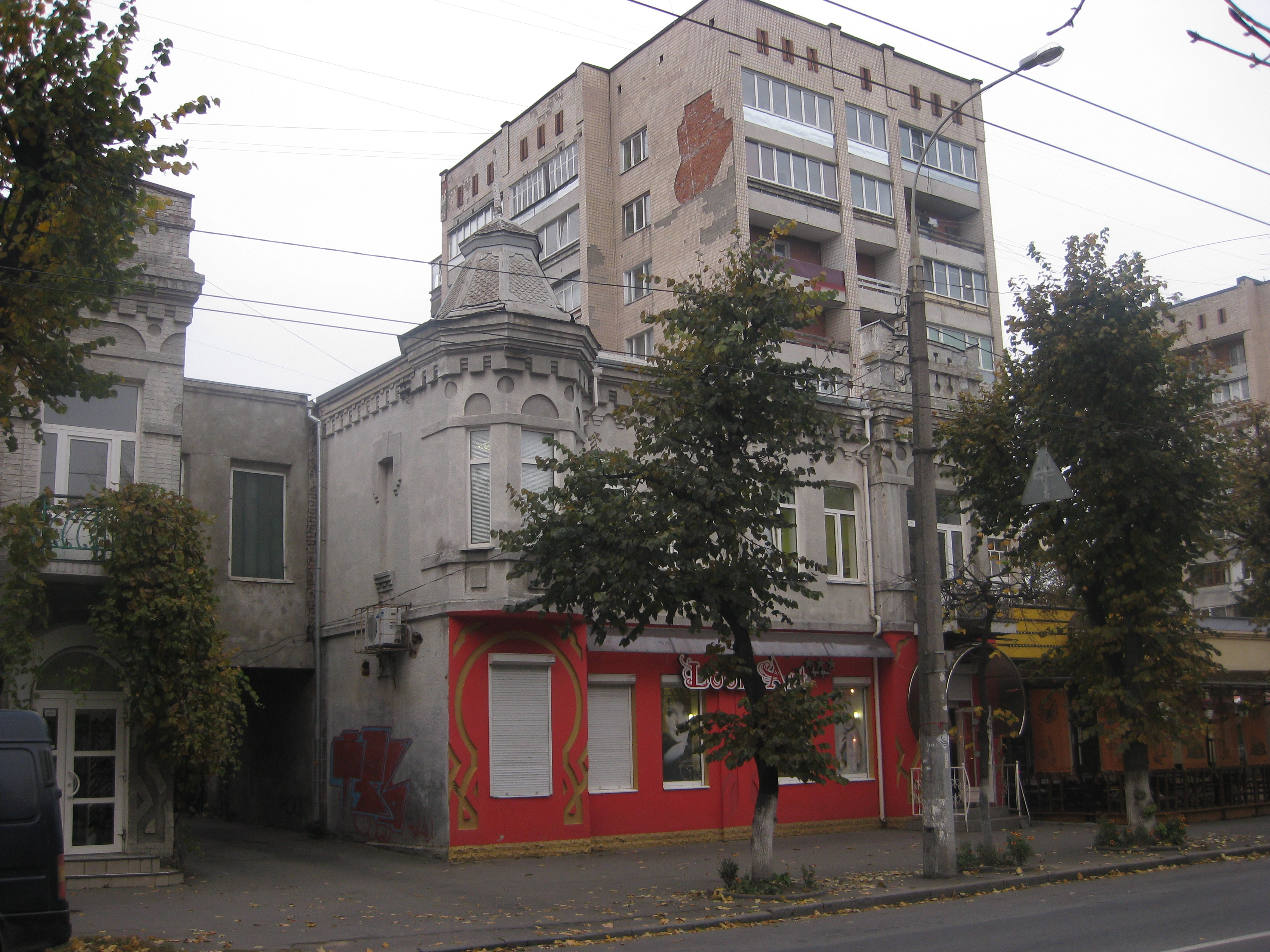
Проскурівська, 69
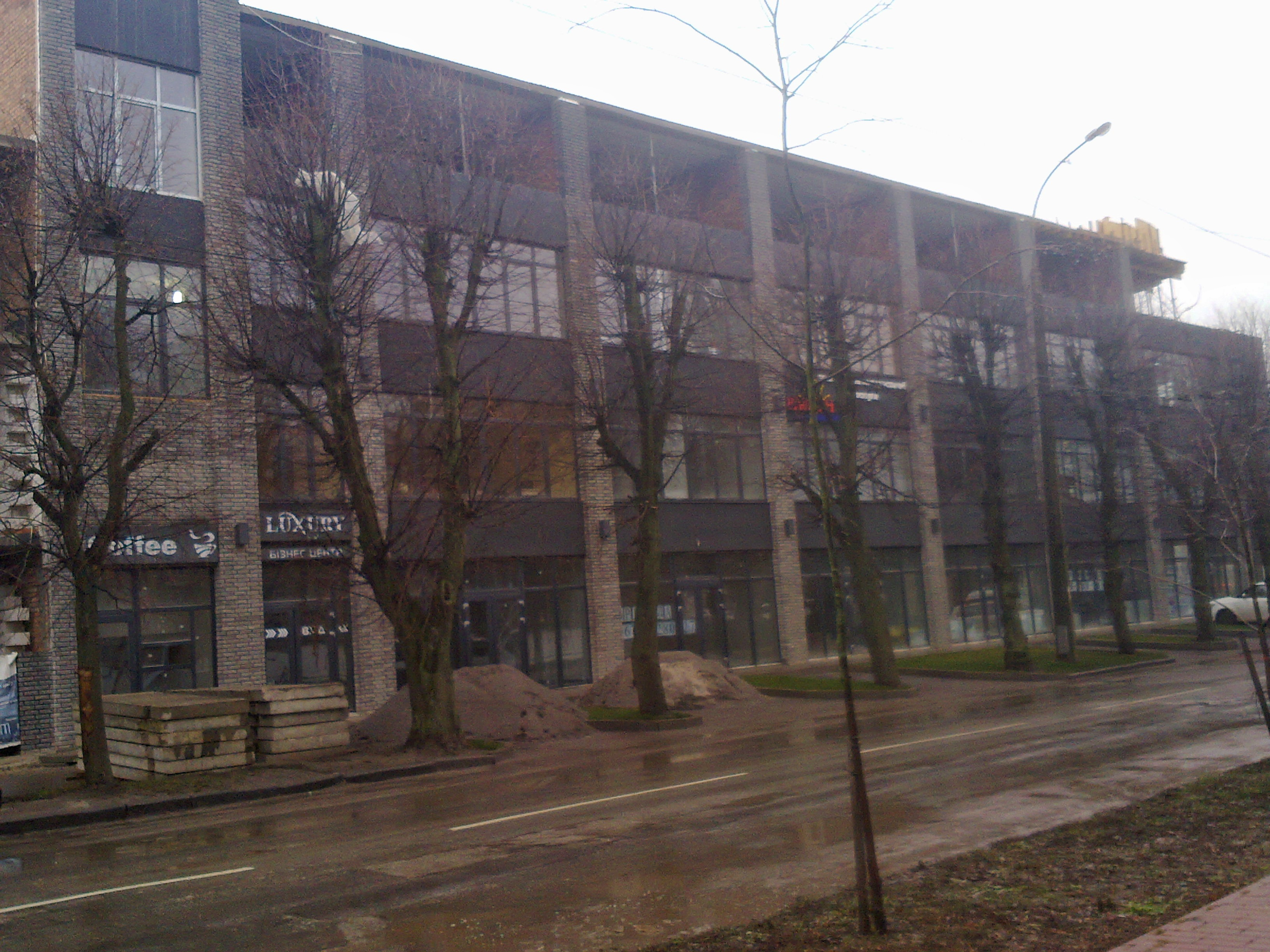
Будівництво ТЦ «Luxury»
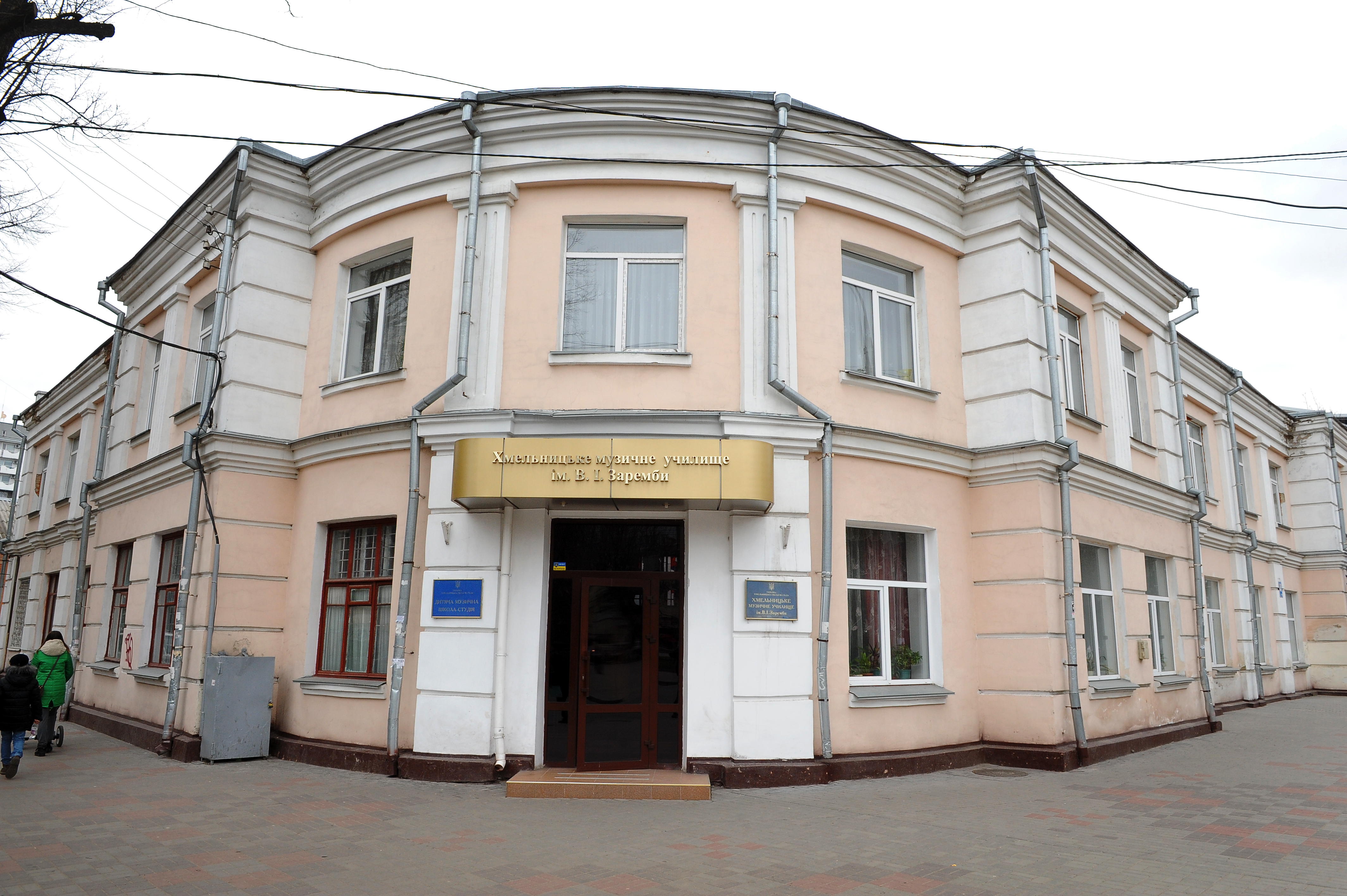
Колишнє музичне училище
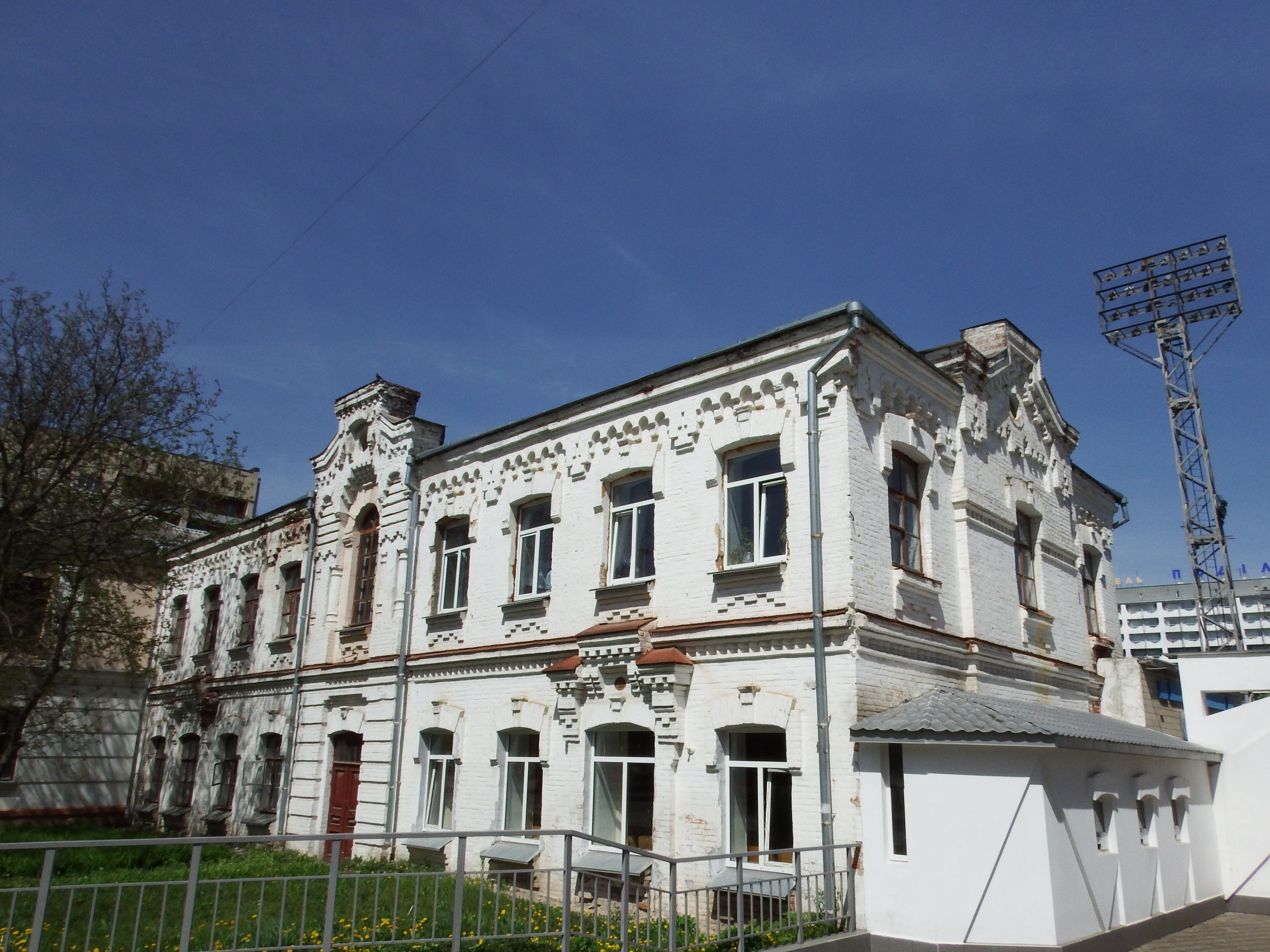
Струнний відділ хмельницького музучилища
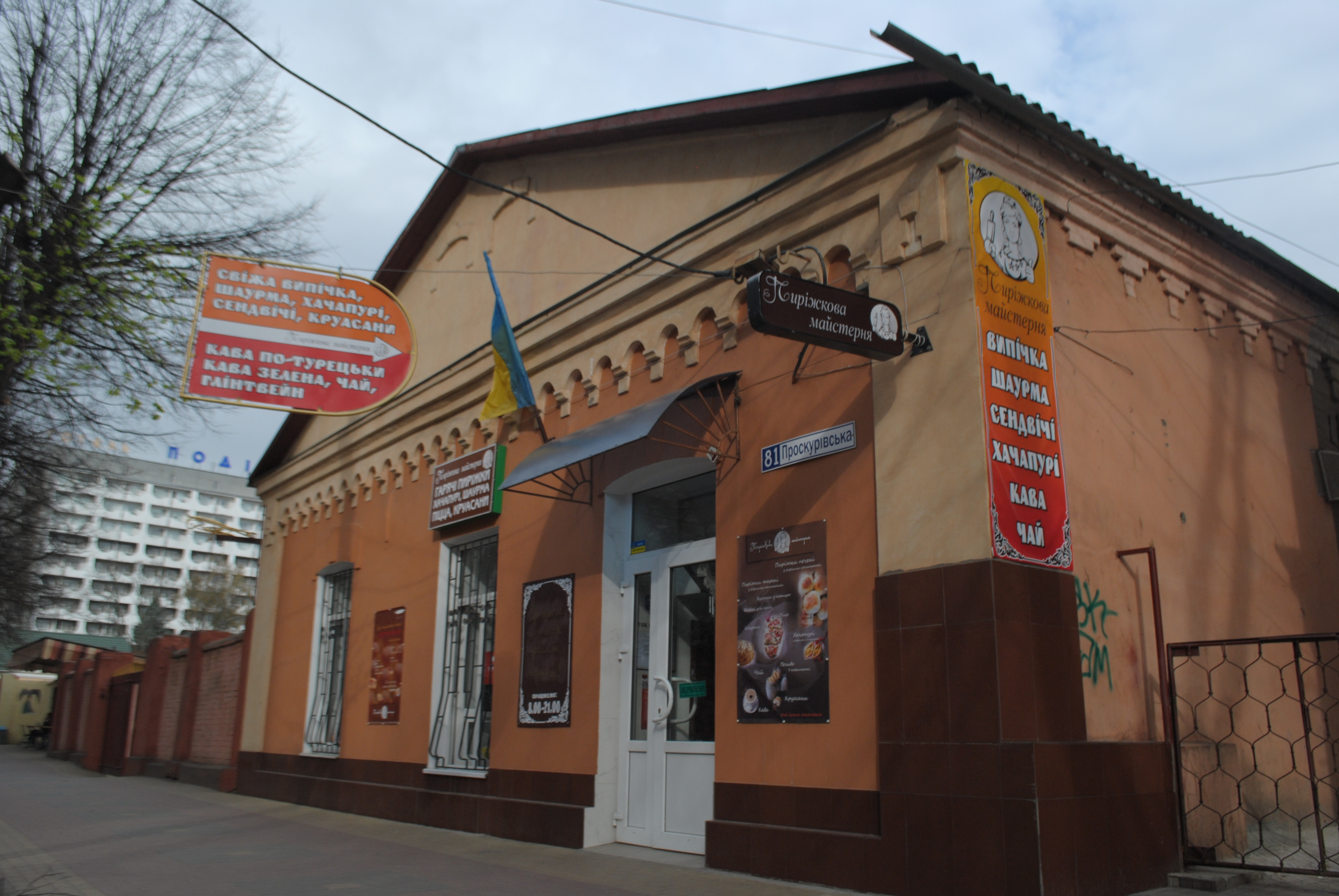
Проскурівська, 81
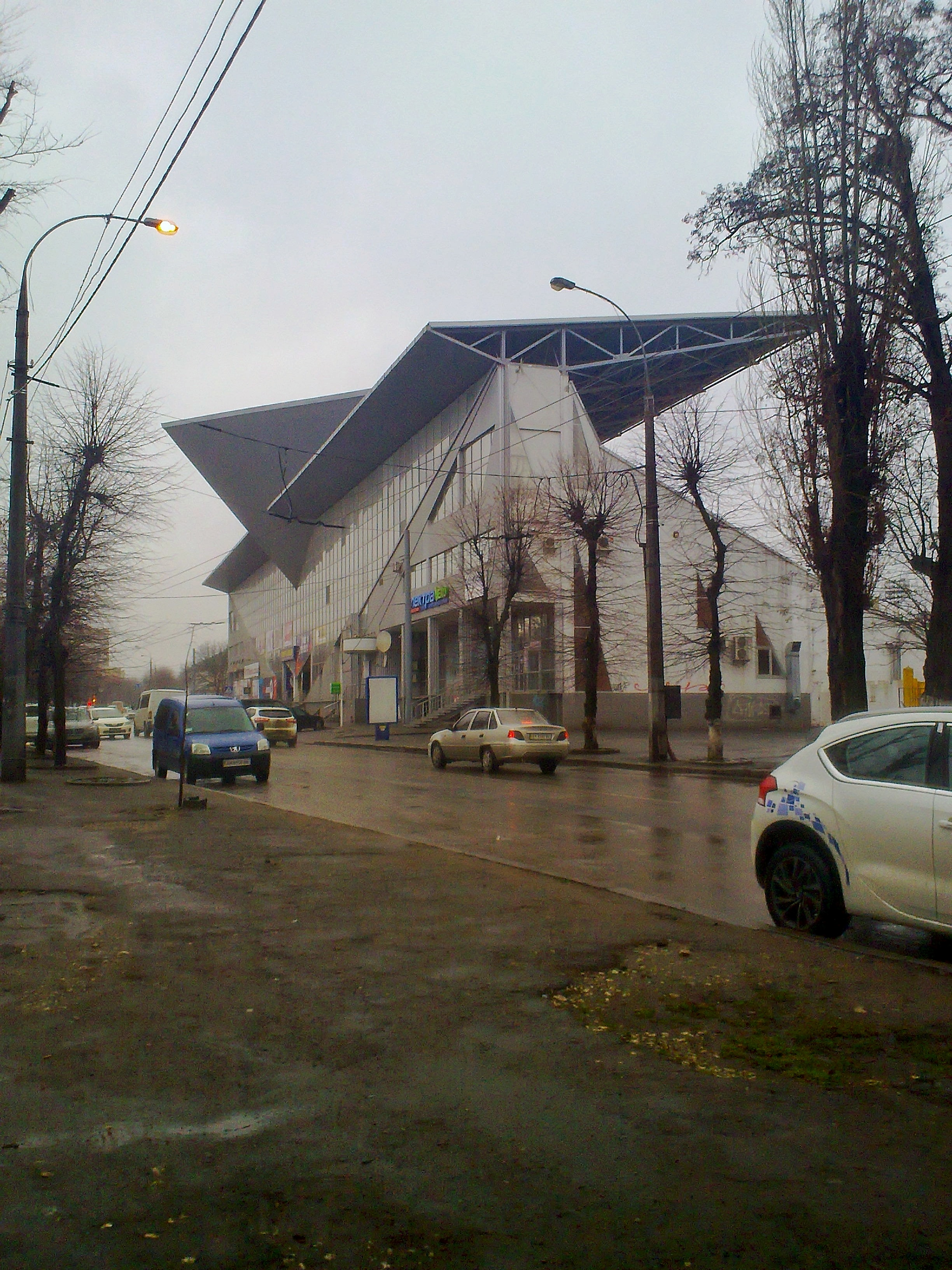
Стадіон «Поділля»
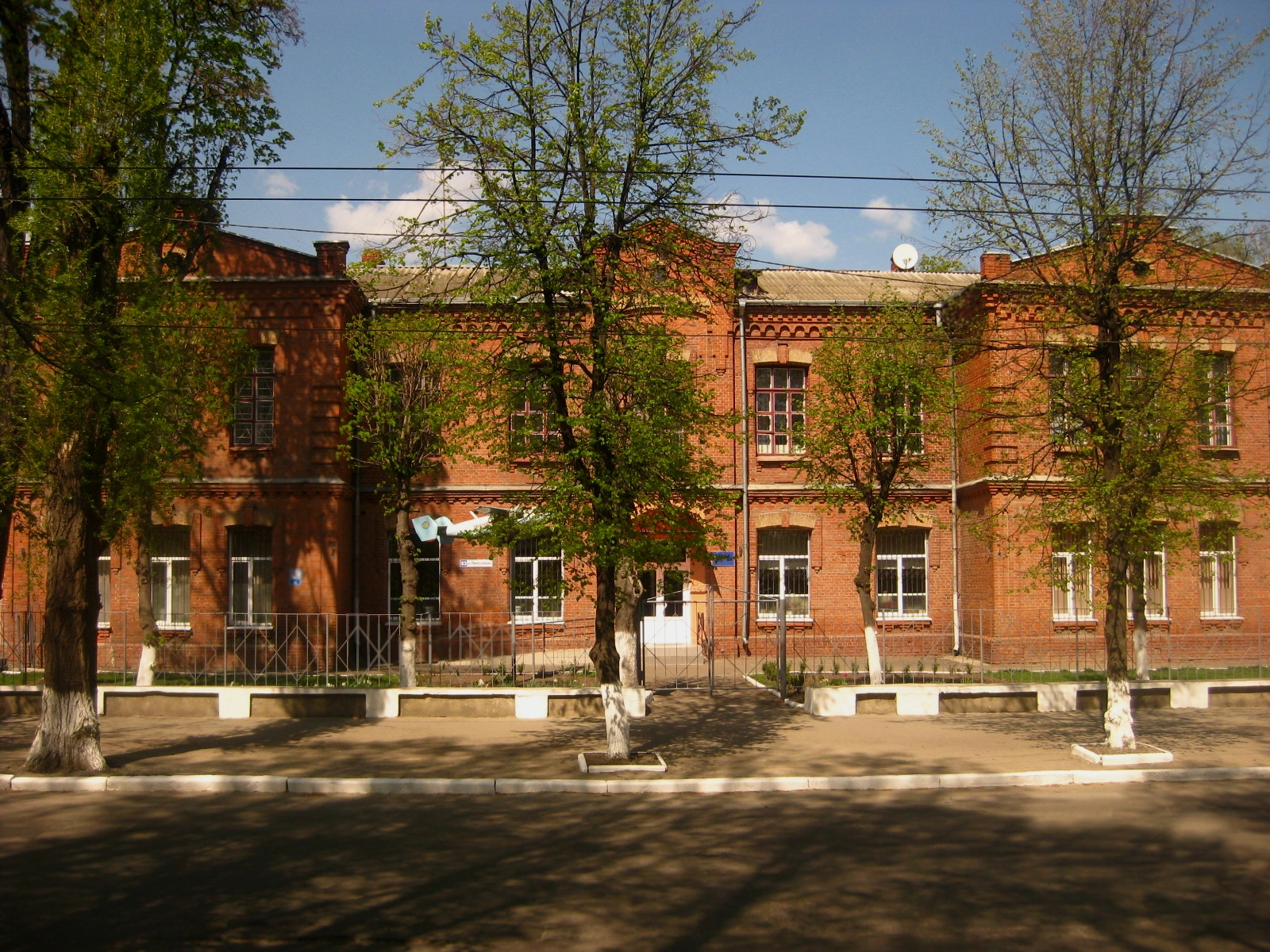
Проскурівська, 83
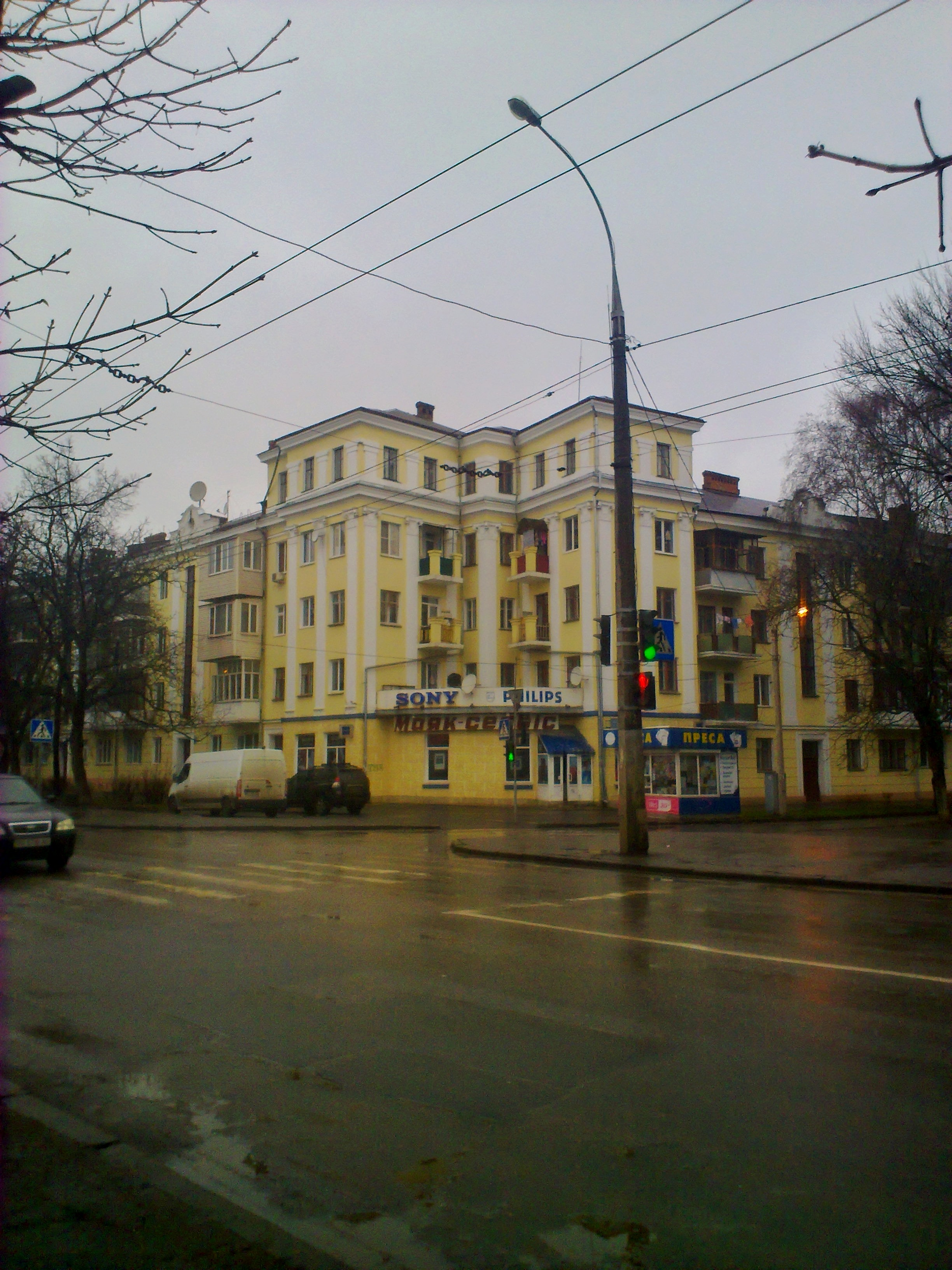
Проскурівська, 85
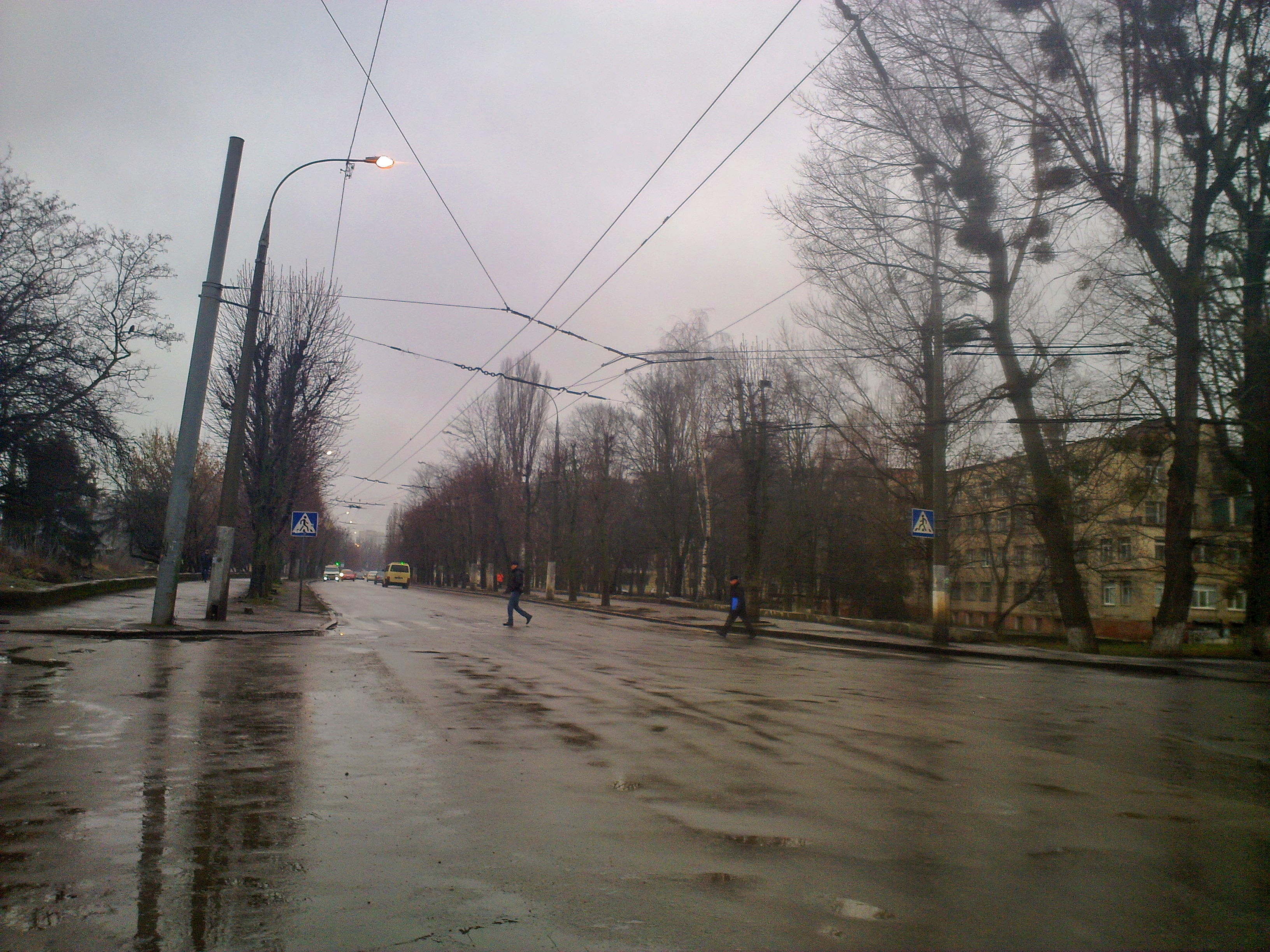
Вулиця Проскурівська поблизу міської лікарні
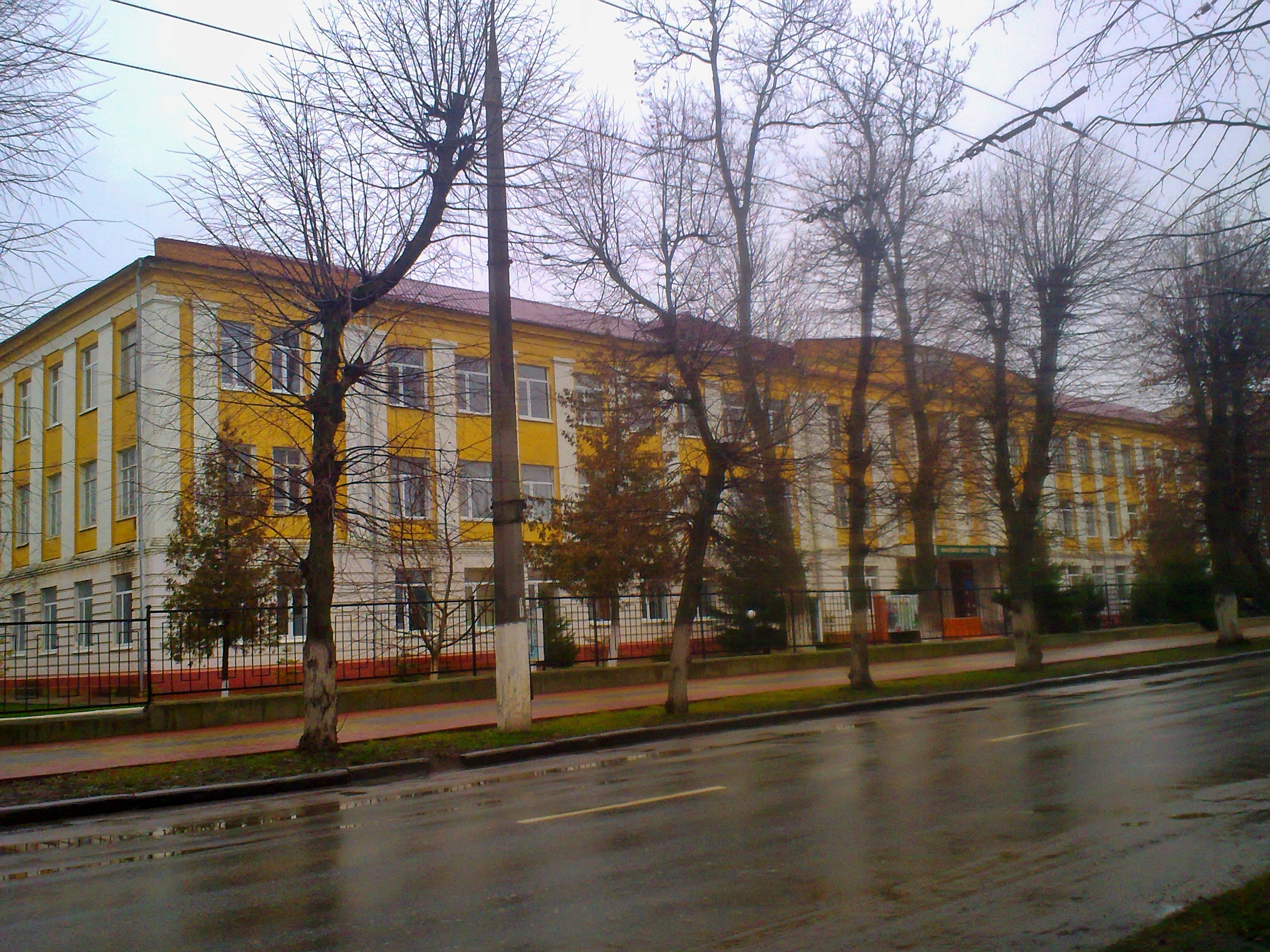
Казарми танкової бригади
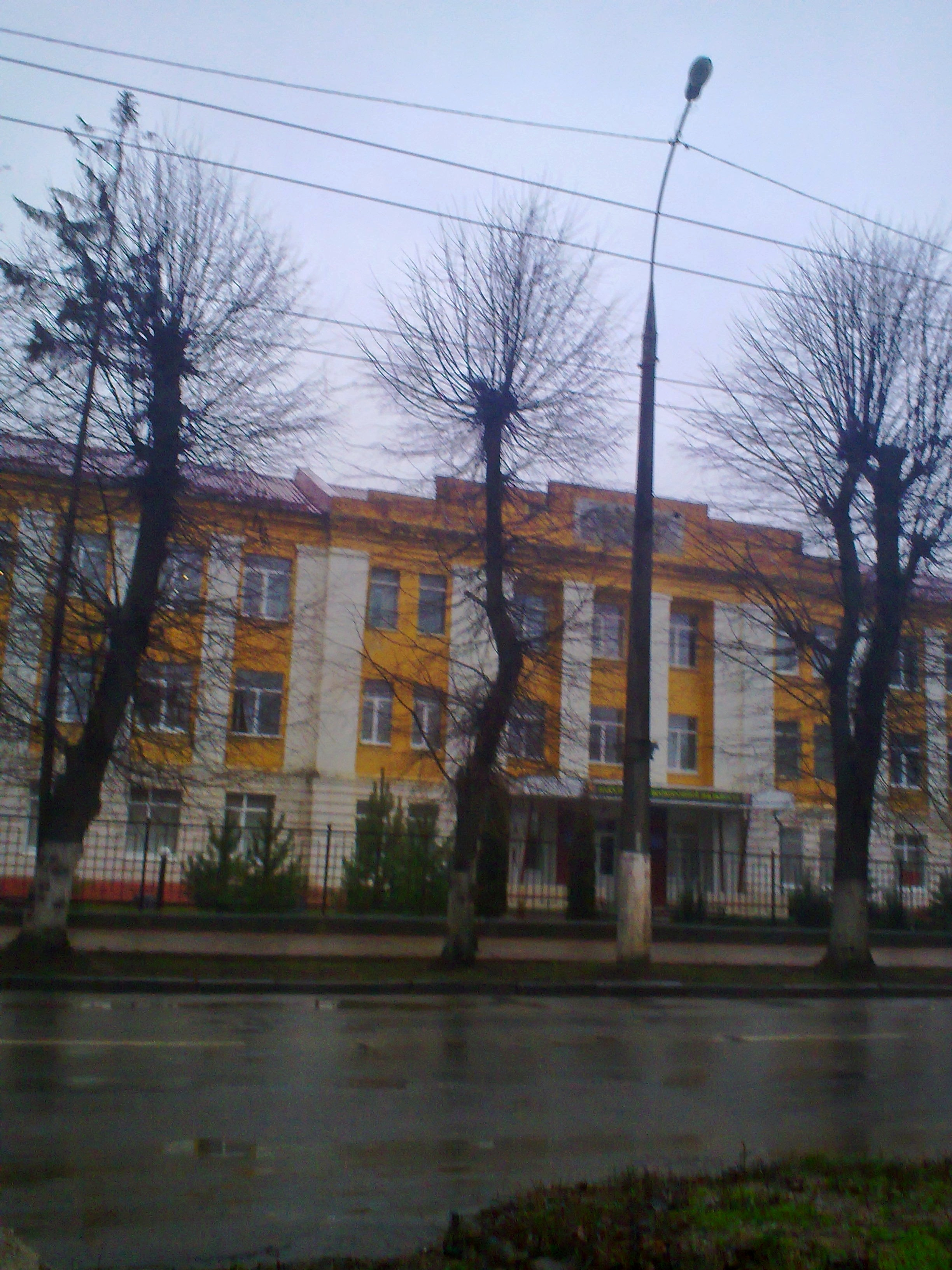
Казарми танкової бригади
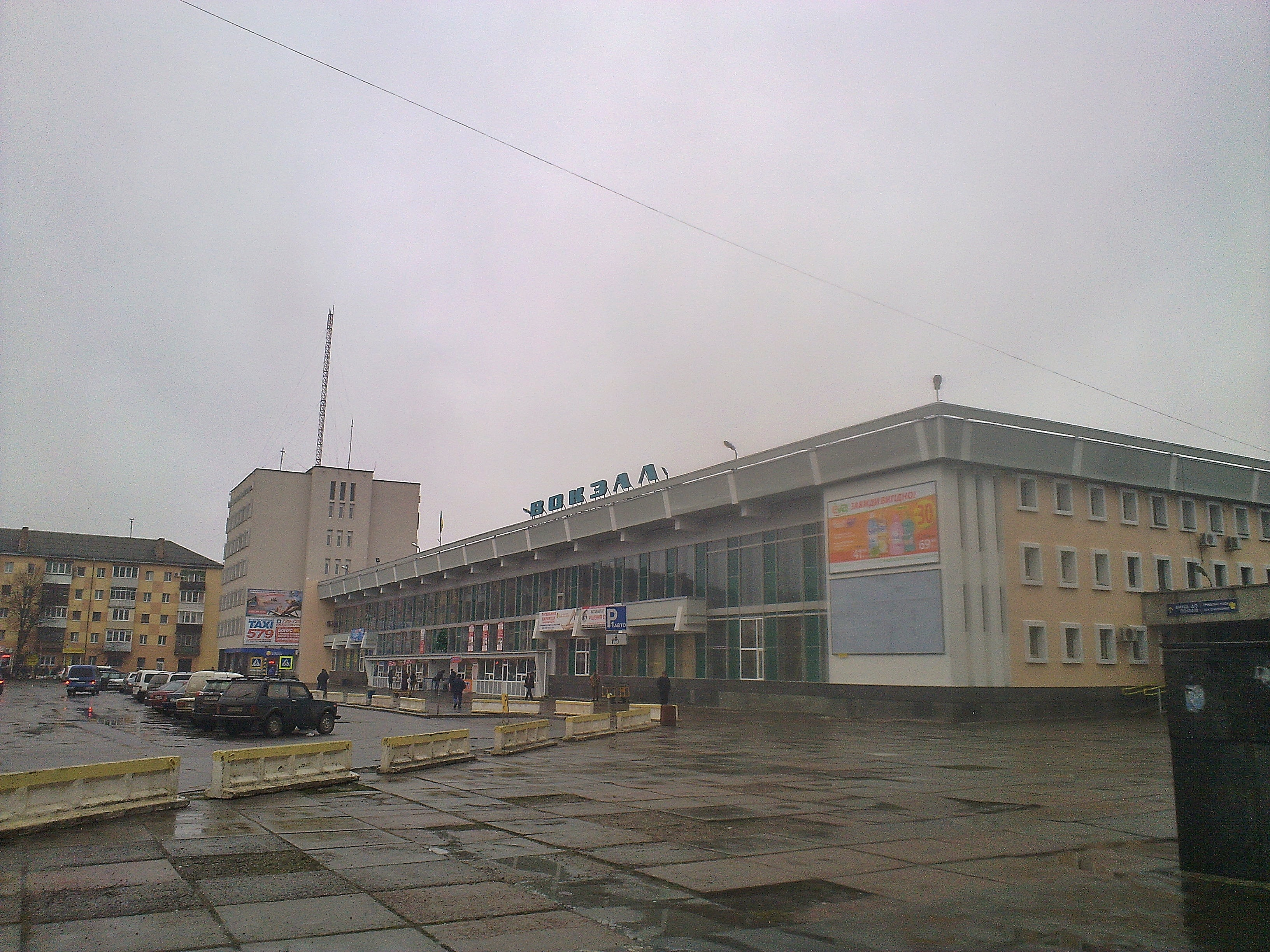
Залізничний вокзал
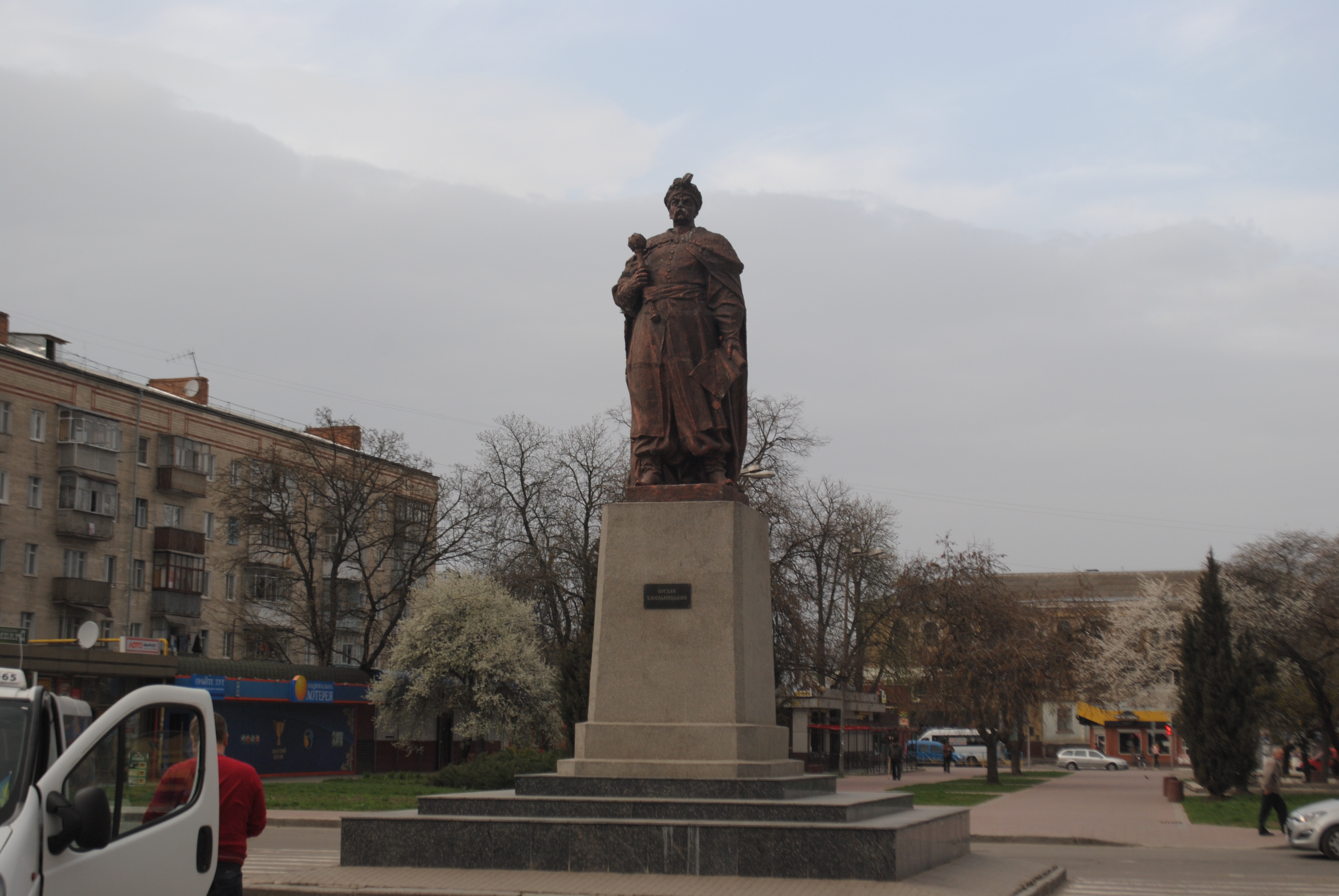
Привокзальна площа